# Biserica Înălțarea Sfintei Cruci din Pătrăuți
Biserica „Înălțarea Sfintei Cruci” din Pătrăuți este o biserică ctitorită în anul 1487 de către domnitorul moldovean Ștefan cel Mare în satul Pătrăuți din comuna omonimă (județul Suceava). Ea este considerată a fi cea mai veche biserică ctitorită de Ștefan cel Mare ce se mai păstrează astăzi în forma ei originală. 
Ansamblul bisericii „Înălțarea Sfintei Cruci” din Pătrăuți a fost inclus pe Lista monumentelor istorice din județul Suceava din anul 2015 la poziția 314, având codul de clasificare SV-II-a-A-05581.  El este format din două obiective:
- Biserica „Înălțarea Sfintei Cruci” - construită în 1487 și având codul SV-II-m-A-05581.01 și
- Clopotnița de lemn - datând din 1725 și având codul SV-II-m-A-05581.02

În anul 1993, Organizația Națiunilor Unite pentru Educație, Știință și Cultură (UNESCO) a inclus Biserica „Înălțarea Sfintei Cruci” din Pătrăuți, împreună cu alte șapte biserici din nordul Moldovei (Arbore, Humor, Moldovița, Probota, „Sf. Ioan cel Nou” din Suceava, Voroneț și Sucevița), pe lista patrimoniului cultural mondial, în grupul Bisericile pictate din nordul Moldovei.

## Istoricul bisericii

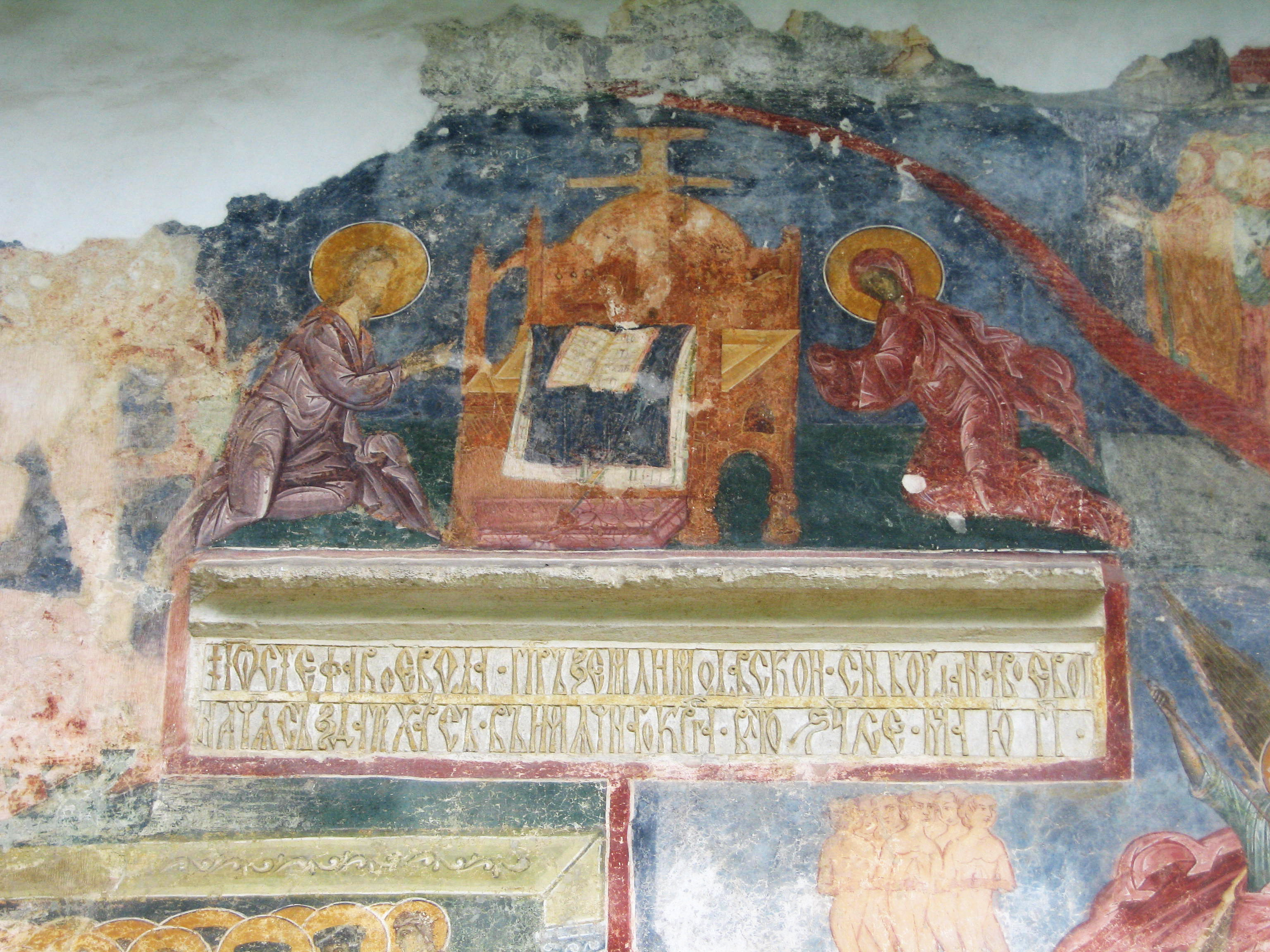
Pisania bisericii

Satul Pătrăuți este atestat documentar în anii 1429-1432, în timpul domniei lui Alexandru cel Bun (1400-1432), dar el își revendică existența încă din vremea întemeierii statului feudal Moldova. După cum afirmă tradiția locului, satul ar fi fost întemeiat prin 1330, de un anume Pătru.  Localitatea se află la o distanță de 10 km de orașul Suceava, fosta capitala a Moldovei din vremea lui Ștefan cel Mare.
Biserica "Înălțarea Sfintei Cruci" din Pătrăuți a fost ctitorită în anul 1487 de domnitorul moldovean Ștefan cel Mare (1457-1504). Deasupra ușii de intrare se află o pisanie în limba slavonă cu următorul text: "Io Ștefan Voievod, fiul lui Bogdan Voievod, a început a zidi acest hram în numele cinstitei cruci în anul 6995 luna iunie 12." 
Biserica ștefaniană din Pătrăuți este cea mai veche biserică ctitorită de Ștefan cel Mare ce se mai păstrează astăzi în forma ei originară. Bisericile construite anterior de Ștefan cel Mare au fost distruse în decursul timpului și reconstruite. Vechea biserică a Mănăstirii Putna, construită în perioada 1469-1470, a fost distrusă de cazaci în 1654 și apoi reconstruită, iar Biserica "Sf. Procopie" din Bădeuți, a cărei construcție începuse cu patru zile mai devreme (la 8 iunie 1487), a fost distrusă de austrieci în 1916.
Ștefan cel Mare a întemeiat aici singura mănăstire de maici înființată în timpul domniei sale. Aceasta era destinată foarte probabil pentru îngrijirea răniților proveniți din luptele purtate în preajma Cetății de Scaun a Sucevei.  Voievodul ctitor a dăruit Mănăstirii Pătrăuți moșiile Pătrăuți și Mihoveni, cărți și vase bisericești, dar așezământul monahal a fost jefuit încă în secolul al XVI-lea. 
Din cauza vitregiei vremurilor, mănăstirea a fost părăsită în repetate rânduri. Ea a fost prădată de cazaci, tătari și apoi de polonezi (la 1684).  Astfel, pe portalul de intrare în naos se văd urmele lăsate de arme de asalt, iar tencuielile arcelor și bolților din altar și pronaos au fost deteriorate. Episcopul Calistru al Rădăuților (1708-1728) a reparat biserica și a reînființat în 1711 mănăstirea de maici de la Pătrăuți, dar numai pentru o perioadă de câteva decenii. În anul 1725, la vest de clădirea bisericii s-a construit o clopotniță de lemn, care există și astăzi. 
În ianuarie 1775, ca urmare a atitudinii de neutralitate pe care a avut-o în timpul conflictului militar dintre Turcia și Rusia (1768-1774), Imperiul Habsburgic (Austria de astăzi) a primit o parte din teritoriul Moldovei, teritoriu cunoscut sub denumirea de Bucovina. După anexarea Bucovinei de către Imperiul Habsburgic în anul 1775, localitatea Pătrăuți a făcut parte din Ducatul Bucovinei, guvernat de către austrieci, făcând parte din districtul Suceava (în germană Suczawa). 
Autoritățile habsburgice au desființat Mănăstirea de călugărițe din Pătrăuți în baza Ordonanței Imperiale din 19 iunie 1783 a împăratului Iosif al II-lea (1780-1790), trecând toate pământurile și fondurile administrate de Episcopia Rădăuților "sub povățuirea stăpânirii împărătești și a crăieștii măriri".  După desființarea mănăstirii, chiliile s-au ruinat aproape complet. Biserica a fost transformată în biserică parohială, situație în care se află și astăzi. 
În anul 1993, Organizația Națiunilor Unite pentru Educație, Știință și Cultură (UNESCO) a inclus Biserica "Înălțarea Sfintei Cruci" din Pătrăuți pe lista patrimoniului cultural mondial, în grupul Bisericile pictate din nordul Moldovei. Biserica din Pătrăuți este cea mai veche biserică ortodoxă monument UNESCO din România. 
Începând din toamna anului 2003, s-au început ample lucrări de restaurare ale Bisericii "Înălțarea Sfintei Cruci" din Pătrăuți. Au fost scoase la lumină, de sub praf și fum, suprafețe de frescă de interior de o inestimabilă valoare artistică și istorică. Lucrările au fost finanțate în principal de Ministerul Culturii, iar restaurarea frescelor este realizată de firma Patrimoniu SRL din București, sub coordonarea profesorului Ioan Chiriac. 
În perioada derulării lucrărilor de consolidare a lăcașului de cult, slujbele bisericești au fost oficiate într-o biserică de lemn din apropiere. În anul 2004, cu prilejul comemorării a 500 de ani de la moartea marelui voievod al Moldovei, Ștefan cel Mare, arhiepiscopul Pimen Zainea al Sucevei și Rădăuților a dispus construirea a 6 biserici de lemn de dimensiuni mici în care să se oficieze slujbele bisericești pe parcursul restaurării bisericilor monument istoric (la Arbore, Baia, Bălinești, Părhăuți, Pătrăuți și Sfântu Ilie). 

## Descrierea bisericii

### Arhitectură
Biserica "Înălțarea Sfintei Cruci" din Pătrăuți este o construcție de plan triconic, cu turlă pe naos. Edificiul este din piatră brută, iar la pronaos straturile de piatră alternează cu șiruri de cărămizi. Acoperișul este din șindrilă, cu rupere în pantă.
Soclul bisericii este foarte puțin pronunțat. Absidele laterale și absida altarului sunt semicirculare în interior și poligonale în exterior. În exterior, cele trei abside sunt prevăzute cu firide alungite (câte cinci la absidele laterale, și șapte la absida altarului), deasupra cărora se află un rând de plăci pătrate de ceramică smălțuită de culoare verde și un rând de ocnițe. De asemenea, turla bisericii, care se sprijină pe o bază pătrată parțial îngropată în acoperișul edificiului, este decorată cu 12 firide, un rând de plăci smălțuite de culoare verde și un rând de ocnițe. 
Ancadramentele și portalurile au profile gotice.  Biserica este luminată prin nouă ferestre de formă dreptunghiulară, prevăzute cu baghete care se întretaie. Ferestrele sunt dispuse astfel: câte una în pereții longitudinali ai pronaosului, câte una în axele absidelor laterale și una în axa absidei altarului, plus încă patru în cele patru puncte cardinale ale turlei. 
Interiorul bisericii este compartimentat în trei încăperi: pronaos, naos și altar. În interiorul lăcașului de cult se intră printr-o ușă dispusă în peretele vestic al pronaosului. Portalul ușii de intrare este în stil gotic; are un chenar în arc frânt cu ușciorii și arhivolta profilată. Pronaosul are formă pătrată, fiind boltit cu o calotă sferică așezată pe patru arcuri în consolă și pandantivi. Pronaosul este separat de naos printr-un perete străpuns de o deschizătură dreptunghiulară prevăzută cu baghete care se întretaie.  Naosul are formă dreptunghiulară. Altarul semicircular este încadrat de nișele proscomidiarului și diaconiconului.

### Iconografie

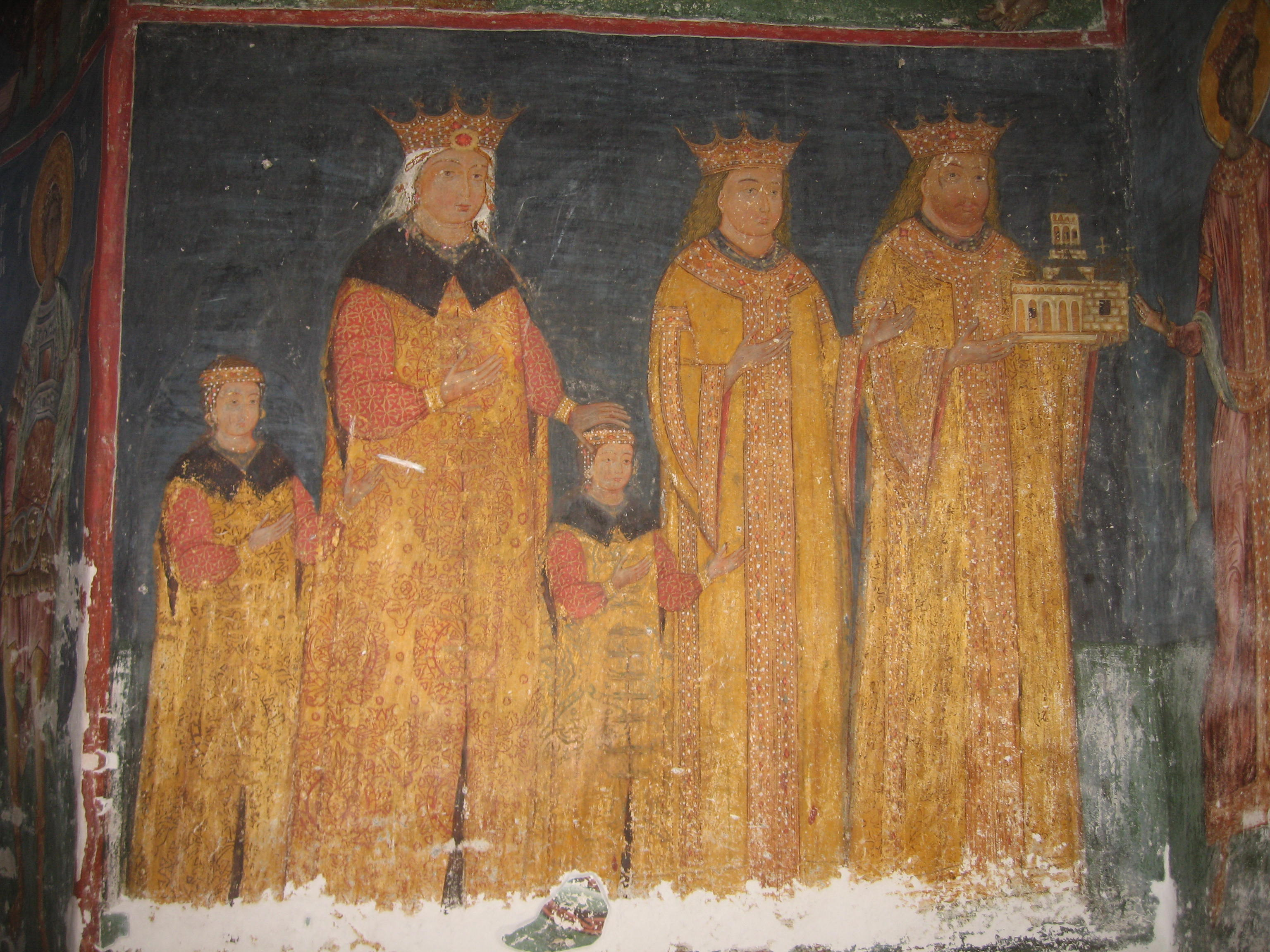
Tabloul votiv

Pictura exterioară de la Pătrăuți a fost descoperită în anii ’80 ai secolului al XX-lea. La inițiativa profesorului Vasile Drăguț s-au efectuat cercetări, în urma cărora s-a descoperit că biserica a fost pictată la exterior doar pe peretele de apus, în jurul portalului gotic de intrare în biserică. Pictura exterioară fusese acoperită ulterior de un strat de tencuială. Lucrările de restaurare efectuate atunci au dus la salvarea unor ample suprafețe de pictură exterioară. 
Scena reprezentată pe peretele vestic al bisericii este "Judecata de Apoi". Această scenă prezintă lupta dintre îngeri și demoni la judecarea oamenilor. Balanța este mai grea către rai, cu toate că demonii încearcă să o încline către iad. Inițial, pictura exterioară a fost datată în secolul al XVI-lea, pereții exteriori ai mai multor biserici din Moldova fiind pictați în timpul domniei lui Petru Rareș (1527-1538, 1541-1546). Descoperirea picturii exterioare din vremea lui Ștefan cel Mare la biserica Mănăstirii Voroneț, precum și restaurările picturii interioare, au determinat datarea în secolul al XV-lea a picturii exterioare de la Pătrăuți, aceasta fiind considerată cea mai veche pictură bisericească exterioară din Moldova. 
Pictura interioară este de o înaltă calitate artistică și datează din epoca lui Ștefan cel Mare. În decursul timpului (în secolele al XVI-lea și al XIX-lea), frescele au fost deteriorate și afumate de la lumânări, unele dintre ele suferind niște retușuri.  Pictura murală a fost restaurată în perioada 2003-2010, sub stratul negru de fum descoperindu-se picturi realizate pe vremea domnitorului Ștefan cel Mare. Fresca cu tema «Învierea» este considerată a fi una dintre cele mai vechi picturi murale din România. Potrivit muzeografilor, frescele ar fi fost realizate de un pictor grec tocmit de Ștefan cel Mare, în jurul căruia s-a format școala moldovenescă de pictură. 
Pictura interioară se remarcă prin scene de o deosebită frumusețe, cu teme unice sau cu abordări extraordinare ale unor teme clasice, culoarea predominantă fiind ocru auriu, cunoscut sub numele de "galben de Pătrăuți".  Printre picturile murale ce decorează pereții interiori se remarcă, prin măiestria compoziției și acuratețea desenului, tabloul votiv și "Cavalcada Sfintei Cruci" - o aluzie la luptele antiotomane din acea perioadă.
Pe peretele vestic al pronaosului se află ampla compoziție "Cavalcada Sfintei Cruci" (sau "Cavalcada Împăratului Constantin cel Mare"), considerată a fi cea mai importantă pictură din întregul ansamblu pictural de la Pătrăuți. Aceasta scenă nu este întâlnită în pictura religioasă a celorlalte țări ortodoxe, iar în Moldova mai apare doar la Biserica Arbore.  Compoziția de la Pătrăuți reprezintă o procesiune simbolică de 16 sfinți militari pe cai, care-l însoțesc pe împăratul Constantin cel Mare (purtând coroană și dalmatica de împărat roman), căruia Sf. Arhanghel Mihail îi arată crucea apărută pe cer. Potrivit povestirii lui Eusebiu din Cezareea, în drum către Roma, în ajunul bătăliei de la Pons Milvius împotriva lui Maxențiu, împăratul Constantin a văzut deasupra soarelui care apunea o cruce luminoasă însoțită de cuvintele "In hoc signo vinces" (în română Prin acest semn vei învinge). 
Cei 16 sfinți militari (Gheorghe, Dimitrie, cei doi Teodori, Procopie, Mercurie, Nestor, Partenie, Eustratie etc.) au fost uciși în timpul persecuțiilor anticreștine; ei sunt reprezentați călări și înarmați. Această reprezentare picturală nu este o scenă istorică, ci o scenă ce se petrece în Rai. 
Istoricul de artă medievală și bizantină André Grabar a analizat sensul alegoric al acestei scene, văzând în această cavalcadă un îndemn la cruciada împotriva turcilor, îndemn pe care domnitorul Ștefan cel Mare l-a adresat în repetate rânduri întregii creștinătăți a vremii. Este de fapt o invocare a Armatei cerești chemată de domnitor în sprijinul armatelor sale pământești ce luptau pentru păstrarea identității creștine în fața turcilor. 
Spre deosebire de "Cavalcada Sfintei Cruci", celelalte picturi din pronaos au fost refăcute.  În naos se remarcă Tabloul votiv în care Ștefan cel Mare este reprezentat oferind biserica Mântuitorului Iisus Hristos, prin mijlocirea Sfântului Împărat Constantin cel Mare. Domnitorul este urmat de soția sa, Maria Voichița, de fiul său Bogdan al III-lea și de domnițele Maria și Ana. Ștefan cel Mare are plete blonde și o mustață fină de culoare roșiatică, poartă pe cap o coroană și pe umeri o mantie de brocart. Fiul domnitorului, Bogdan al III-lea, poartă pe cap aceeași coroană ca și tatăl său, precum și aceleași însemne domnești pe hainele sale. 
Istoricii de artă presupun că tabloul votiv ar fi fost repictat în perioada 1496-1499, acest lucru fiind dovedit de existența unei spărturi în partea de jos a picturii. Este posibil ca inițial să fi fost pictat și Alexandru, fiul lui Ștefan cel Mare și succesor la domnie în perioada construirii bisericii. Acesta a murit însă în 1496, determinând desemnarea lui Bogdan ca succcesor la tron. În această pictură mai apare și domnița Ana, despre care se știe că a murit la 1499, dar care nu mai este reprezentată în tabloul votiv realizat în jurul anului 1500 în biserica Mănăstirii Voroneț.
Pe pereții naosului sunt pictate Patimile lui Iisus, sub care se află un registru de sfinți și martiri. Pe calota turlei se află Iisus Pantocrator, iar pe pandantivi cei patru evangheliști. Pictura din altar este foarte deteriorată putându-se observa figuri de sfinți ierarhi, precum și scenele Cina cea de taină, Împărtășirea apostolilor și Spălarea picioarelor. 
Ca urmare a faptului că pe unele scene iconografice se află inscripții în limba greacă, bizantinologul francez André Grabar a avansat ipoteza că biserica a fost pictată de zugravul Gheorghe din Tricala, care a murit în Moldova în 1530 și a fost înmormântat la Biserica Sfântul Gheorghe din Hârlău.  Cercetările ulterioare nu au confirmat această ipoteză, specialiștii susținând că o mare parte a picturii a fost realizată de un pictor grec alungat de la Constantinopol de venirea lui Mahomed al II-lea. Acesta ar fi fost angajat de Ștefan cel Mare și în jurul lui s-a format școala moldovenească de pictură. 

### Necropolă
În decursul timpului, în pronaosul bisericii au fost înmormântate mai multe persoane decedate în secolele al XVI-lea și al XVII-lea. Se mai păstrează doar trei pietre funerare, care au inscripții foarte șterse și parțial ilizibile. Pe una din pietre este o inscripție în limba slavonă în care se precizează că lespedea a fost pusă pe mormântul "mamei ei iubite, doamnei Cristina Crisoaie din Suceava, care a repausat la anul 7103 luna decembrie 4 și s-a înmormântat aici ... (în zilele lui) Io Aron Voievod" (1594). 
Pe o altă piatră este o inscripție în slavonă care consemnează că "acest mormânt de piatră l-a făcut și împodobit Doamna Marghita mamei sale Protasiia, care a repausat în anul 7108 septembrie 12" (1599).  Inscripția de pe cea de-a treia piatră nu a putut fi descifrată, ea fiind în întregime ștearsă.

### Obiecte de patrimoniu
În patrimoniul Mănăstirii Pătrăuți s-a aflat un Tetraevanghel slavon, scris în 1493 la Suceava pentru această mănăstire de către diacul Toader, fiul preotului Gavriil. Acest manuscris avea începuturile evangheliilor, precum și inițialele, colorate și aurite. Prin anul 1900, acest manuscris se afla la biserica din Fântâna Albă. Urma acestui manuscris s-a pierdut în timp.
Pe paginile manuscrisului se afla următoarea însemnare: "Cu bunăvoința Tatălui și ajutorul Fiului și săvârșirea Sfântului Duh s-a făcut acest Tetraevanghel în zilele binecinstitorului și de Hristos Iubitorul domn, Io Ștefan Voievod, Domn al Țării Moldovei și al binecinstitoarei doamnei sale Marina, care ea, cu dorință tânjind (pentru) dragostea (lui Hristos și) iubitoare a cuvintelor lui Hristos (fiind), ca râvnă a dat și l-a scris în anul 7001 și s-a sfârșit (în luna) septembrie, în 30 zile, de l-a dăruit întru rugă sieși în biserică, în mănăstirea de la Petr(ăuți), unde este hramul Înălțării cinstitei Cruci a lui Dumnezeu; și s-a scris în Cetatea Suceava, cu truda mult păcătosului Toader diac, fiul lui Gavriil prezviterul". 
Un alt manuscris copiat pentru Mănăstirea Pătrăuți este "Codicele Pătrăuțean". Acesta a fost copiat în 1787 de dascălul Manolache și cuprindea unele texte liturgice, unele extrase din "Psaltirea" lui Dosoftei, precum și amănunte cu privcire la moartea lui Grigore al III-lea Ghica, domnitor al Moldovei în două rânduri (1764-1767 și 17774-1777).  Și acest manuscris a dispărut fără urmă.
În biserică se mai păstrează în prezent Biblia de la Buda, tipărita și prefațată în secolul al XVIII-lea de Samuil Micu Klein, un tom masiv de peste 5 kg.

## Alte obiective

### Clopotnița

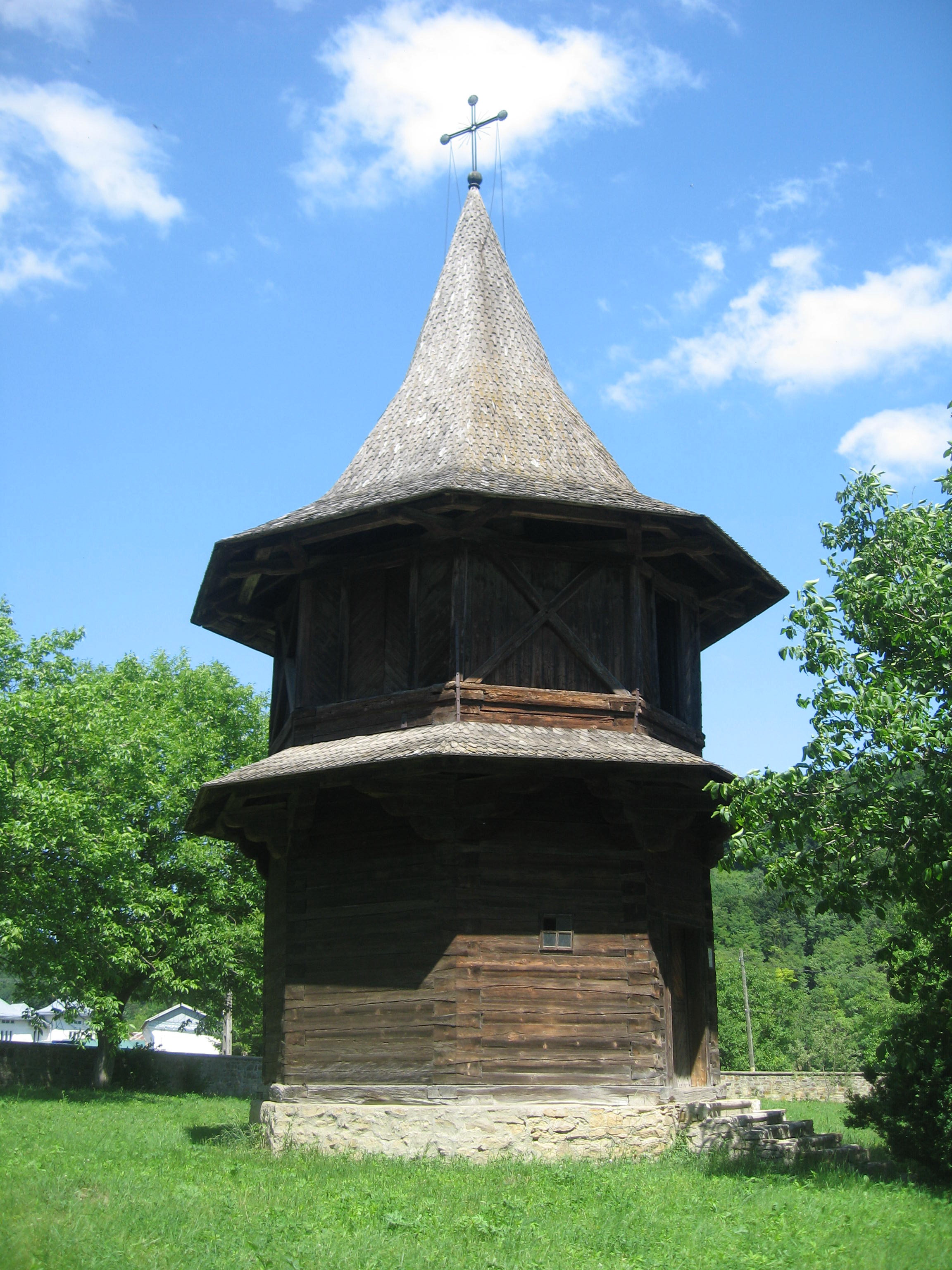
Clopotnița de lemn

Clopotnița Bisericii "Înălțarea Sfintei Cruci” din Pătrăuți a fost construită în anul 1725, odată cu refacerea mănăstirii de maici la începutul secolului al XVIII-lea. Clopotnița este o construcție din lemn cu un etaj, cu influențe din partea Maramureșului. 
La etajul clopotniței se află o toacă din lemn și trei clopote de bronz turnate în prima jumătate a secolului al XIX-lea de către meșterul clopotar Mihai Fogoș din Pătrăuți. Cele trei clopote au în componența lor și argint. Familia Fogoș a fost renumită în secolul al XIX-lea ca turnători de clopote. Clopotele de la Pătrăuți sunt renumite pentru sunetele lor înalte, sunete care alungă norii de grindină. După opinia meteorologilor, sunetul clopotelor produc rezonanță pe o anumită frecvență în atmosferă, ceea ce duce la dispersia particulelor care formează norii - apă, gheață, praf etc.
Clopotarul bisericii are sarcina să vină vara, când norii se strâng deasupra localității și să tragă clopotele pentru a sparge norii și a alunga grindina. „Clopotul se trage înainte de a începe ploaia și nu se "cântă", doar se trage. Încontinuu, timp de 10 minute, un sfert de oră, jumătate de oră, până se împrăștie norii. Când văd că vine furtuna, dacă sunt nori albi înseamnă că bate gheața. Vin repede și trag clopotele, care se aud la câțiva kilometri. Cum trag clopotele, începe vântul, se vede după cum se plimbă crengile copacilor. Dacă obloanele din clopotniță nu sunt fixate, se trântesc. Vântul desface norii și duce grindina departe, dincolo de sat”, a afirmat Ghiță Puiu, clopotarul satului Pătrăuți. 
În interiorul clopotniței se mai păstrează o colecție de pietre funerare, precum și cruci de lemn foarte vechi, cu simboluri celtice, folosite pentru îngropăciune în Pătrăuți din cele mai vechi timpuri.

### Masa rotundă de piatră
În curtea bisericii, la câțiva metri de peretele sudic, se mai află și o masă rotundă de piatră, pe care tradiția o atribuie tot perioadei de domnie a lui Ștefan cel Mare. Masa este formată din două mari lespezi de piatră, de fapt două semisfere imperfecte puse invers. În jurul acestei mese sunt dispuse mai multe pietre aidoma unor scaune.  După unele ipoteze, această masă ar fi servit ca sursă de inspirație pentru ansamblul statuar Masa tăcerii realizat de sculptorul Constantin Brâncuși. 

### Muzeul „Casa Preotului Bucovinean” din Pătrăuți

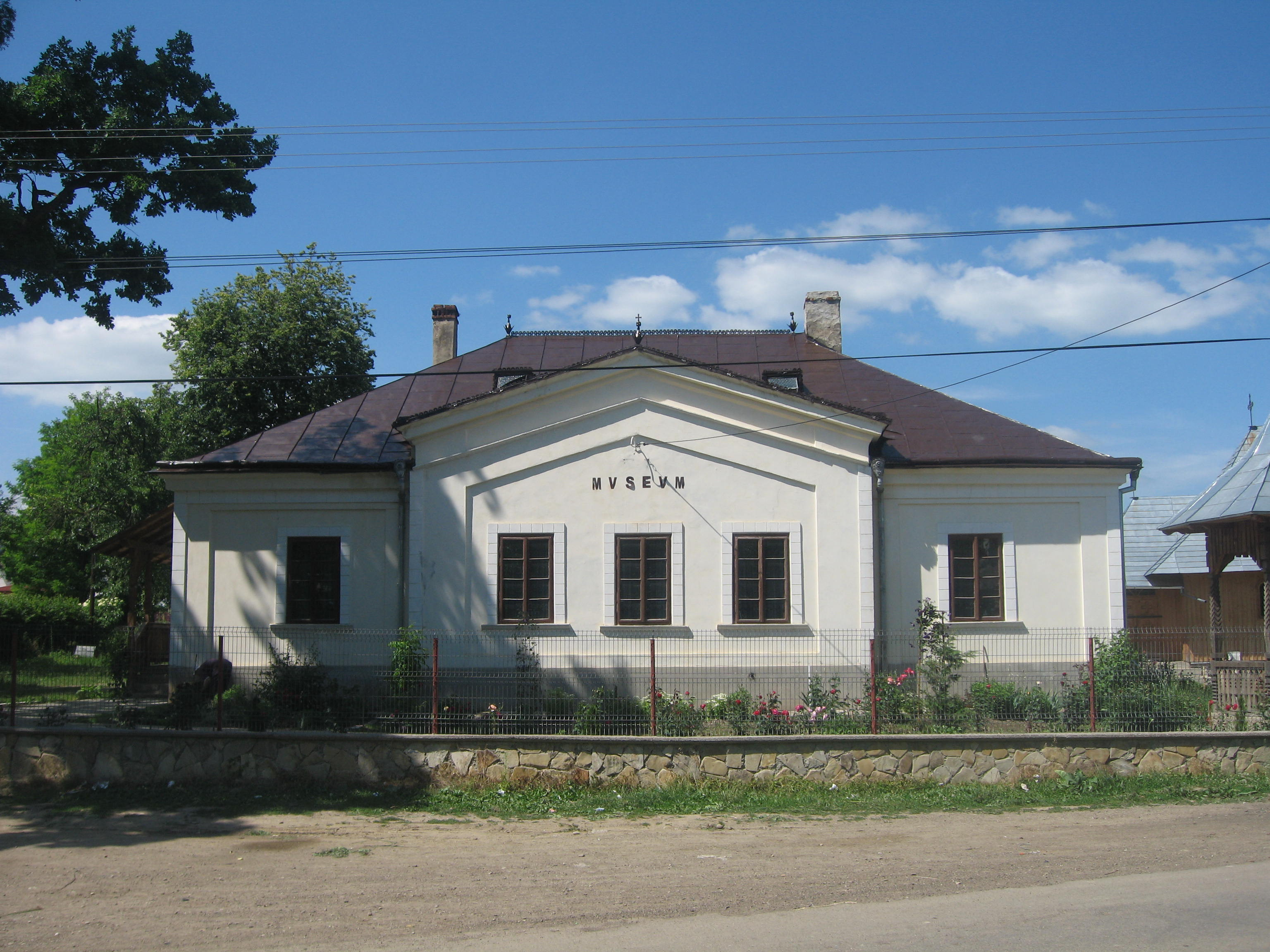
Fosta casă parohială, astăzi muzeu

La sfârșitul secolului al XVIII-lea, după desființarea mănăstirii de maici de la Pătrăuți, Biserica "Înălțarea Sfintei Cruci" din Pătrăuți a devenit biserică parohială. La începutul secolului al XIX-lea, cu ajutorul financiar al Fondului Bisericesc al Bucovinei, s-a construit o casă parohială din cărămidă și piatră, peste drum de biserică. În această casă au locuit timp de 200 ani preoții ce au slujit la Pătrăuți. 
Între anii 1896-1919 a locuit în această casă parohială preotul Constantin Morariu, om de cultură bucovinean. În perioada studenției, Constantin Morariu fusese secretar al Societății Academice „Arboroasa“, care grupa pe majoritatea studenților români de la Universitatea din Cernăuți și era condusă de compozitorul Ciprian Porumbescu. Parchetul din Cernăuți a dizolvat această societate la 15 noiembrie 1877, iar conducătorii ei (Ciprian Porumbescu, Constantin Morariu, Zaharie Voronca, Orest Popescu și Eugen Siretean) au fost arestați fiind acuzați de trădare la adresa statului austriac pentru că s-au referit în corespondența lor la faptul că Bucovina era o parte detrunchiată a vechii Moldove.  La 3 februarie 1878, Curtea cu juri din Cernăuți a pronunțat achitarea celor cinci studenți români, care au fost eliberați din arest. 
În perioada păstoririi la Pătrăuți a preotului Constantin Morariu, casa parohială a fost un punct de întâlnire al luptătorilor pentru unitatea neamului românesc. Aici au fost găzduiți mulți oameni de cultură din Regatul României, care au vizitat în acele vremuri Bucovina. Trimis în Bucovina de ministrul Spiru Haret pentru a se documenta și a scrie un poem despre Ștefan cel Mare, poetul Ștefan Octavian Iosif descria astfel atmosfera patriotică de la Pătrăuți de la începutul secolului al XX-lea, precum și casa parohială, într-o scrisoare scrisă chiar în această casă:
“Alaltăieri am trecut pe la Pătrăuți, unde iarăși este o biserică, fostă mănăstire de maici, zidită tot de Ștefan... Bisericuța e la poalele unor dealuri, tocmai în capul satului, un loc strategic ca toate pe care Ștefan le alegea pentru biserici și mănăstiri. Pustiit în repetate rânduri, schitul a rămas părăsit timp de vreo 160 de ani, așa că pe zidurile sale se văd copaci – și până astăzi a rămas o rădăcină de copac în zid. Prin 1709 a fost restaurat, iar azi e singura biserică a Pătrăuților, unde păstorește părintele Morariu, gazda mea. E un preot înalt, frumos, cu barbă albă, cu figura impozantă, un adevărat apostol. Nu-ți descriu primirea ce mi-a făcut-o. E destul să-ți spun că abia picasem în casa lor și, pe când stăteam de vorbă cu părintele, deodată în odaia alăturată aud niște puternice acorduri de pian – era feciorul lui care cânta ... imnul regal român! Oamenii ăștia, când văd un român din țară, lăcrimează de bucurie și nu știu cum să-i intre în voie, numai să plece mulțumit din casa lor. (...) Închipuiește-ți o casă parohială cu odăi largi, luminoase; pretutindeni, curățenie exemplară, o grădiniță drăgălașă în față, în fund, ograda mare, care dă într-o livadă minunată. Și totul situat într-o poziție neasemănat de pitorească." 
Casa parohială are o arhitectură în stil austriac, cu fronton specific perioadei. Ea este compusă din șapte camere mari și înalte, cu cinci ferestre pe latura de sud, spre biserica-monument, și cu un beci boltit. 
În toamna anului 2003, la inițiativa și cu efortul financiar al preotului paroh Gabriel Herea, s-a început restaurarea acestei case, fiind reconstituită atmosfera de secol XIX. În vara anului 2007 s-a deschis aici un muzeu, ce își dorește să reconstituie crâmpeie din viața preotului bucovinean din secolul al XIX-lea. Casa adăpostește o bogată colecție etnografico-religioasă, fiind reconstituit interiorul casei parohiale din secolele XVIII – XIX. Sunt expuse fotografii realizate de Leca Morariu la Pătrăuți, în anul 1919, precum și scrisori primite de preotul Constantin Morariu de la importante personalități ale culturii române. Mobilierul cu influențe austriece din secolul al XIX-lea a fost recuperat și restaurat. 
În primăvara anului 2009, la inițiativa preotului Gabriel Herea, s-a pus piatra de temelie a unui Centru Socio-Cultural amenajat în curtea casei parohiale. Acolo urmează să se amenajeze o sală de mese cu bucătărie pentru pelerini, iar la mansardă vor exista camere pentru odihnă și o bibliotecă. 

## Imagini

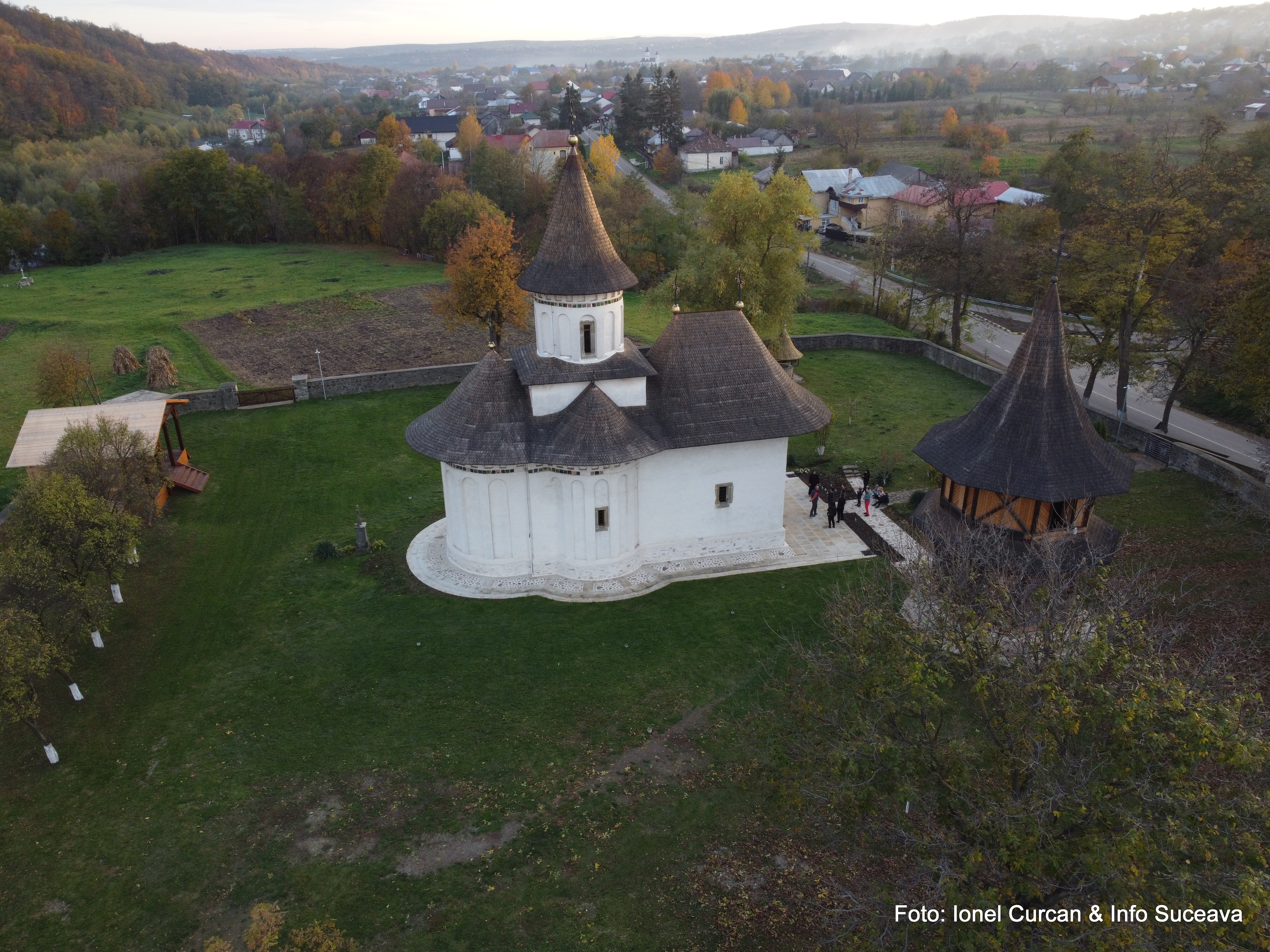
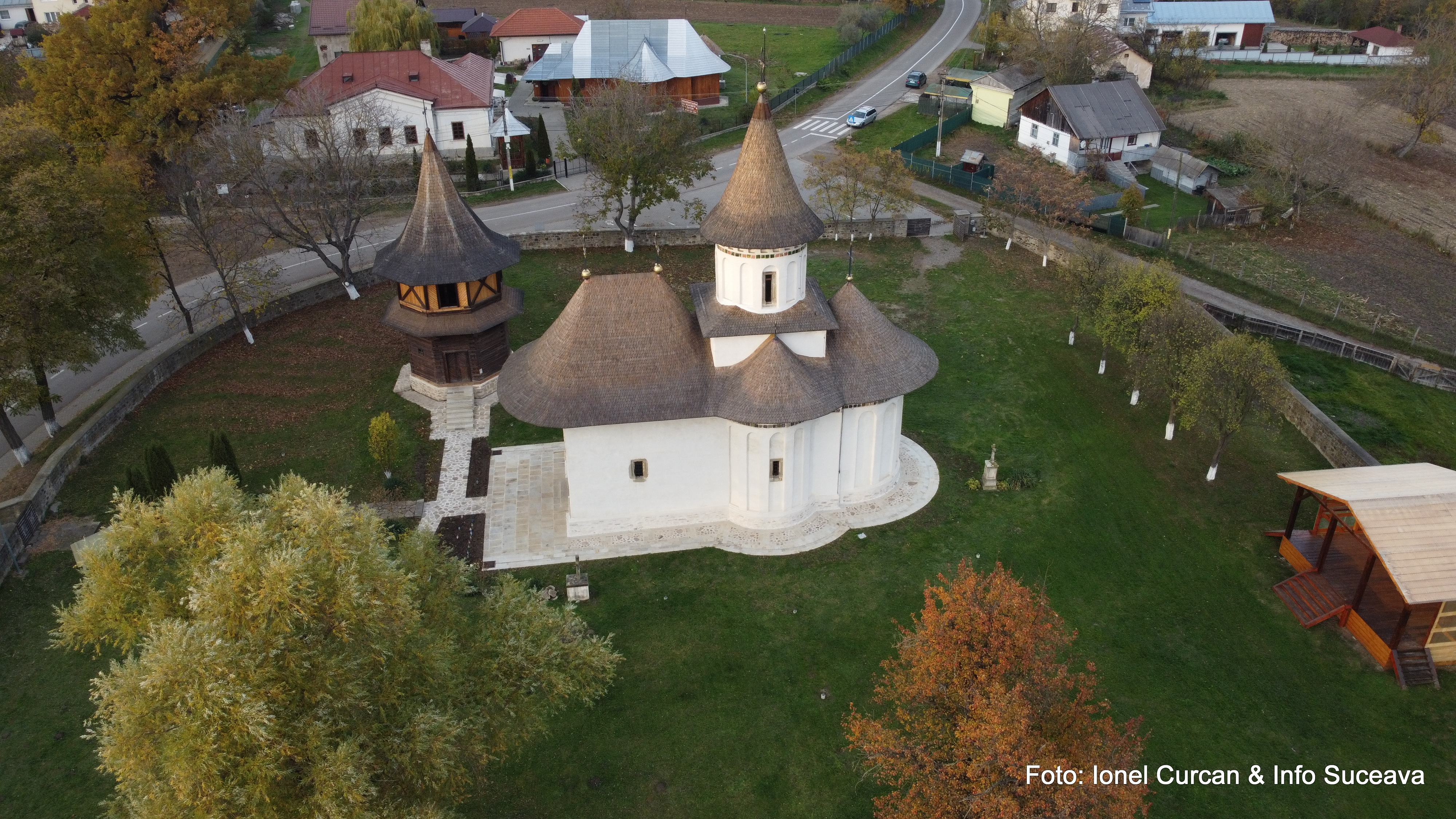
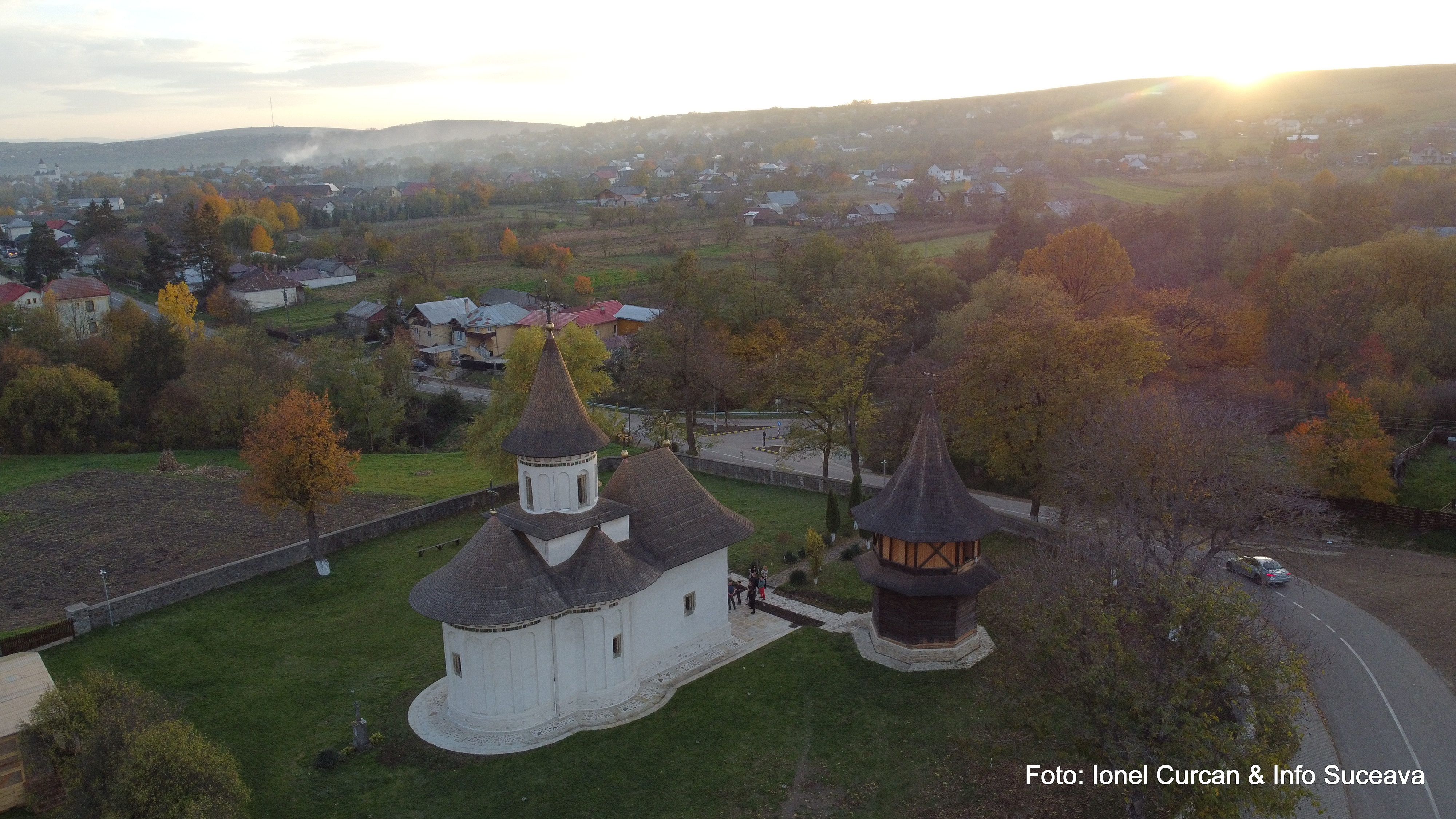
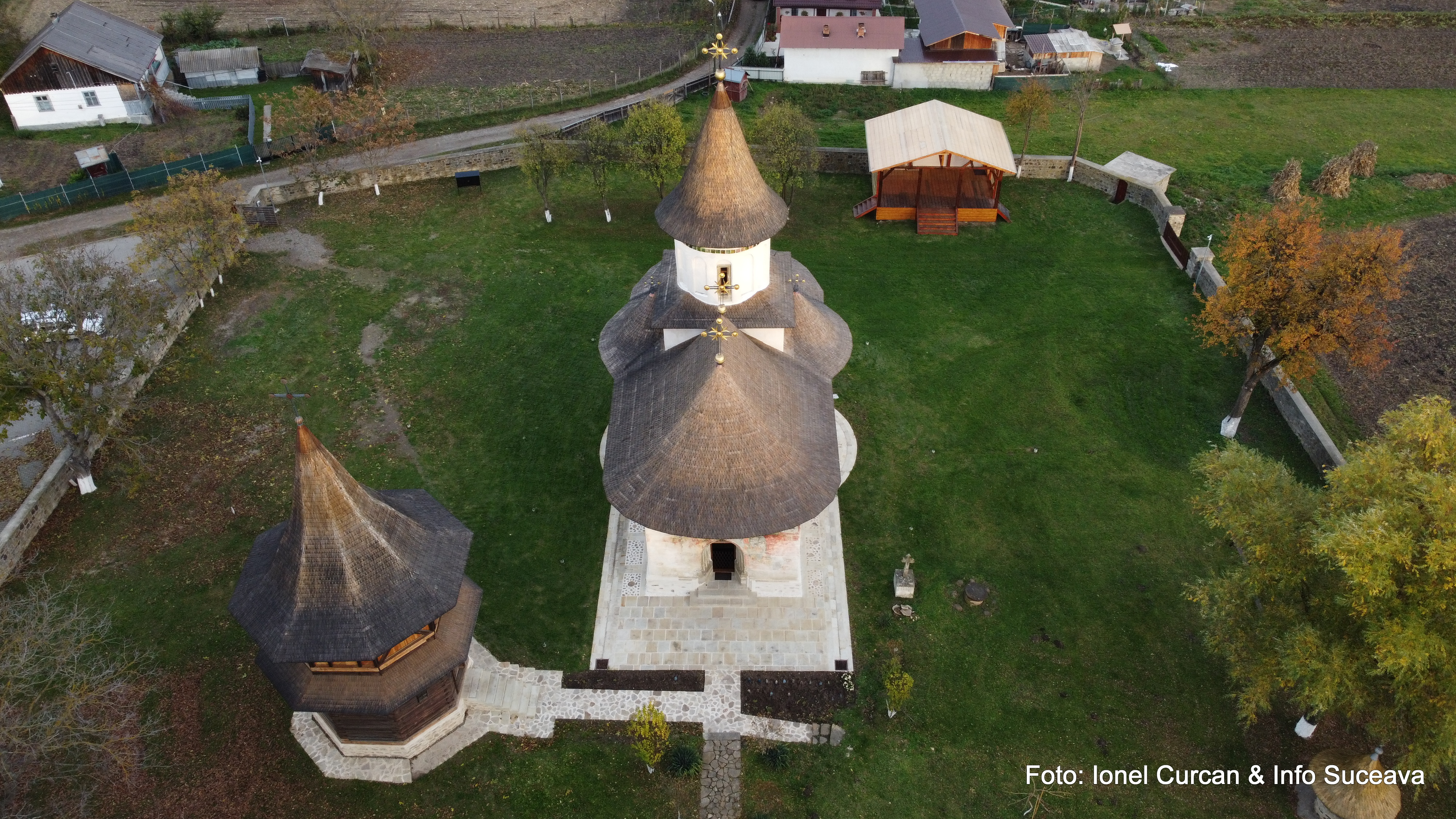
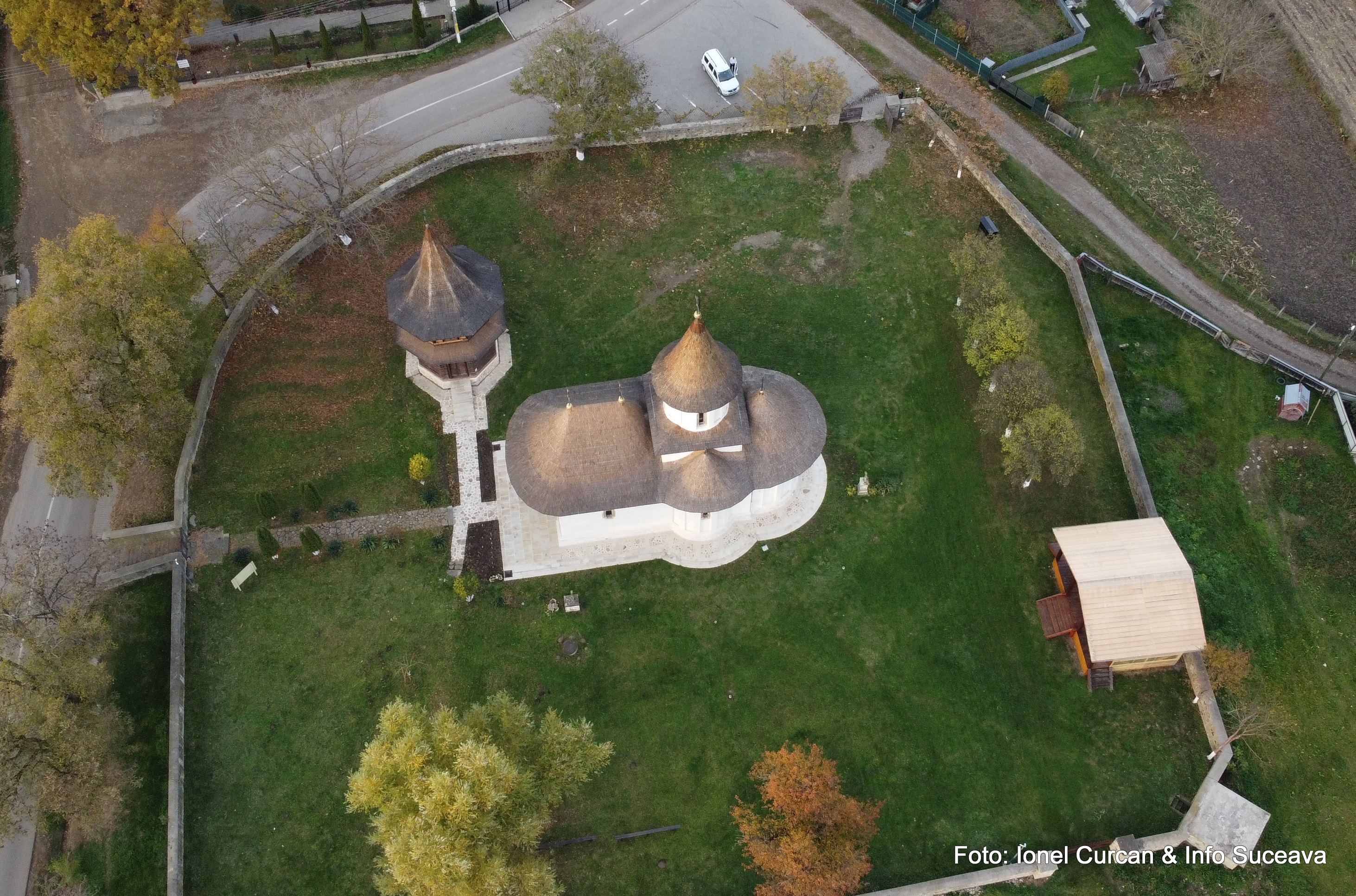
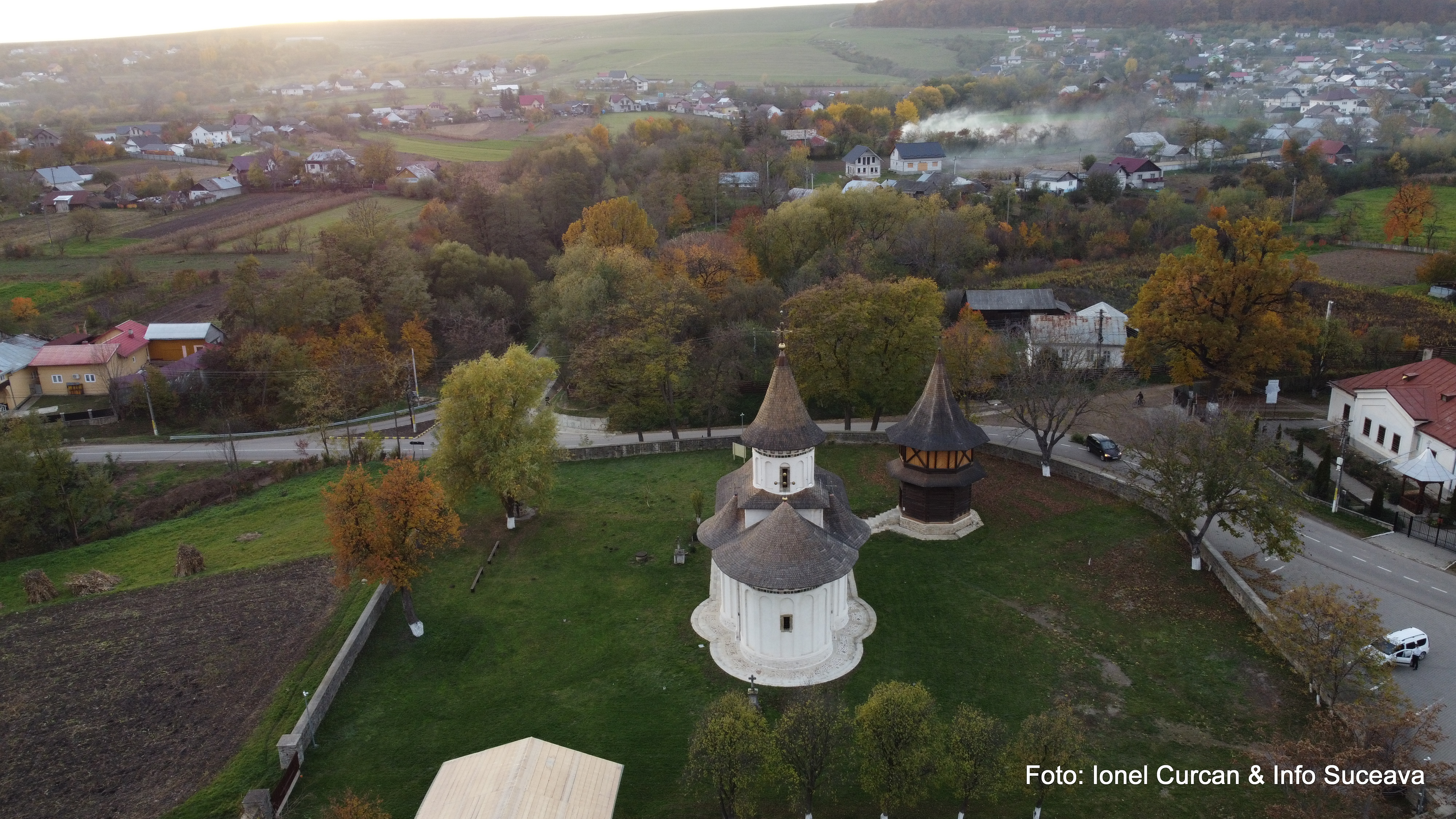
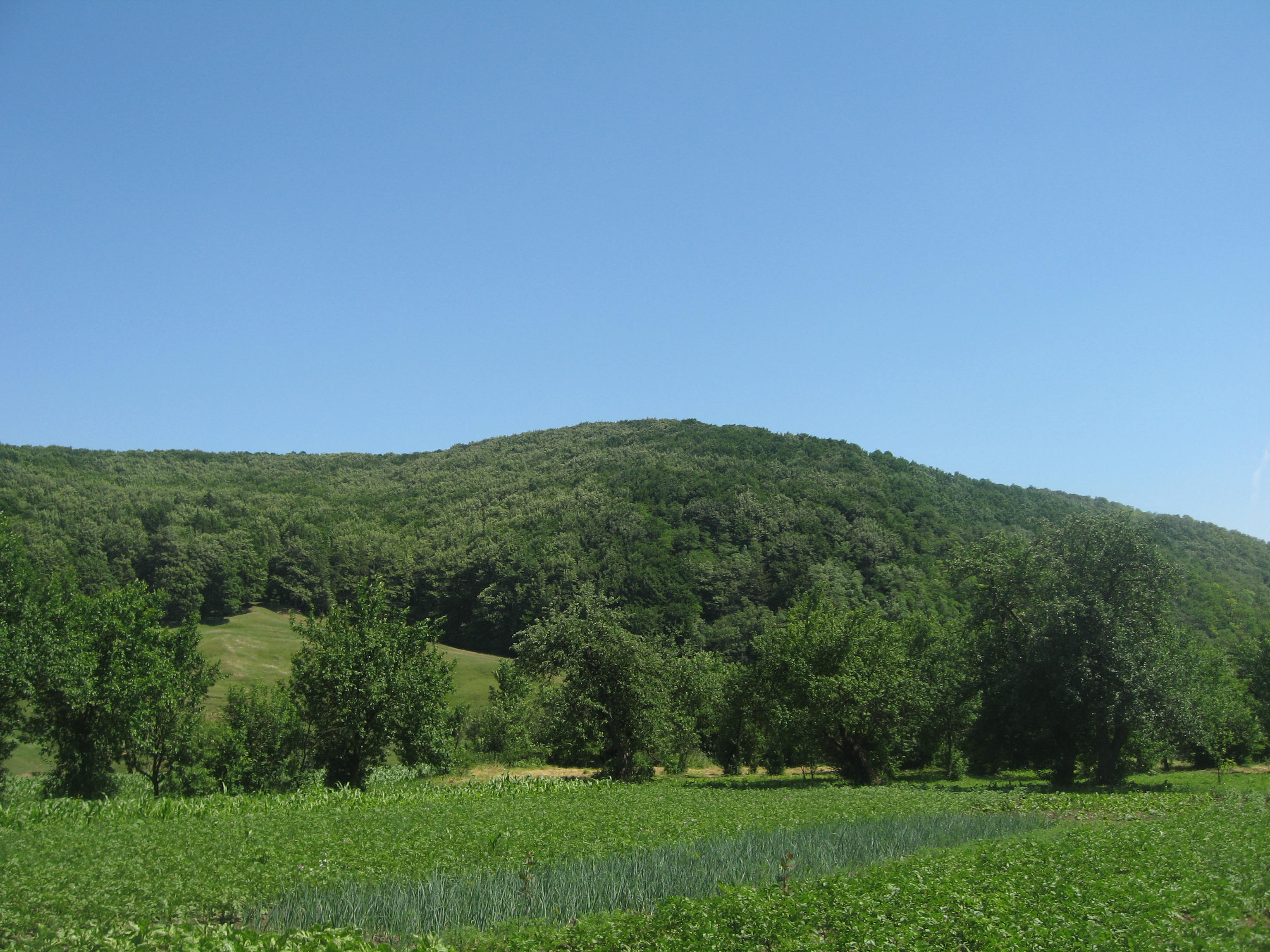
Dealul împădurit din spatele bisericii
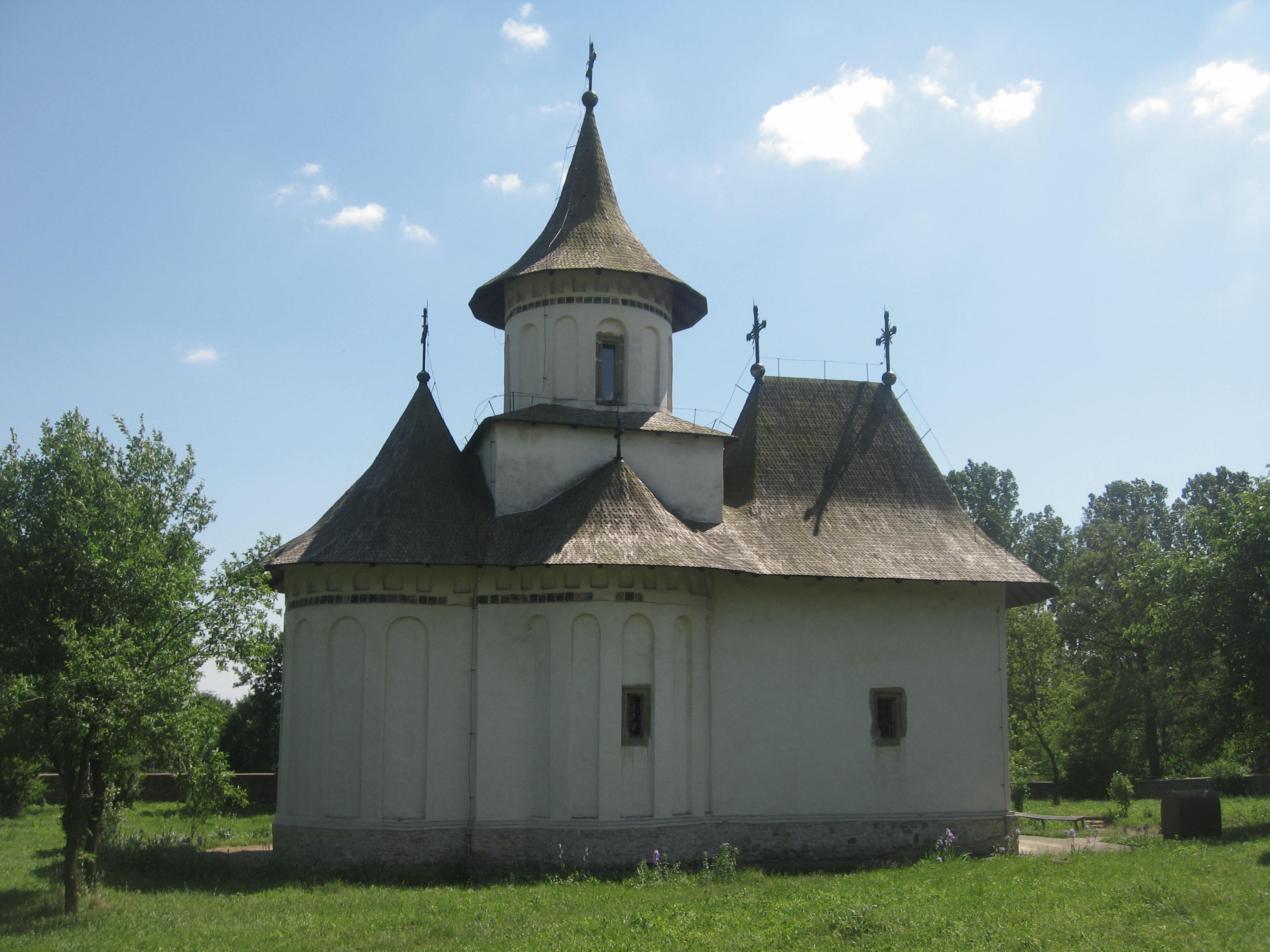
Latura nordică
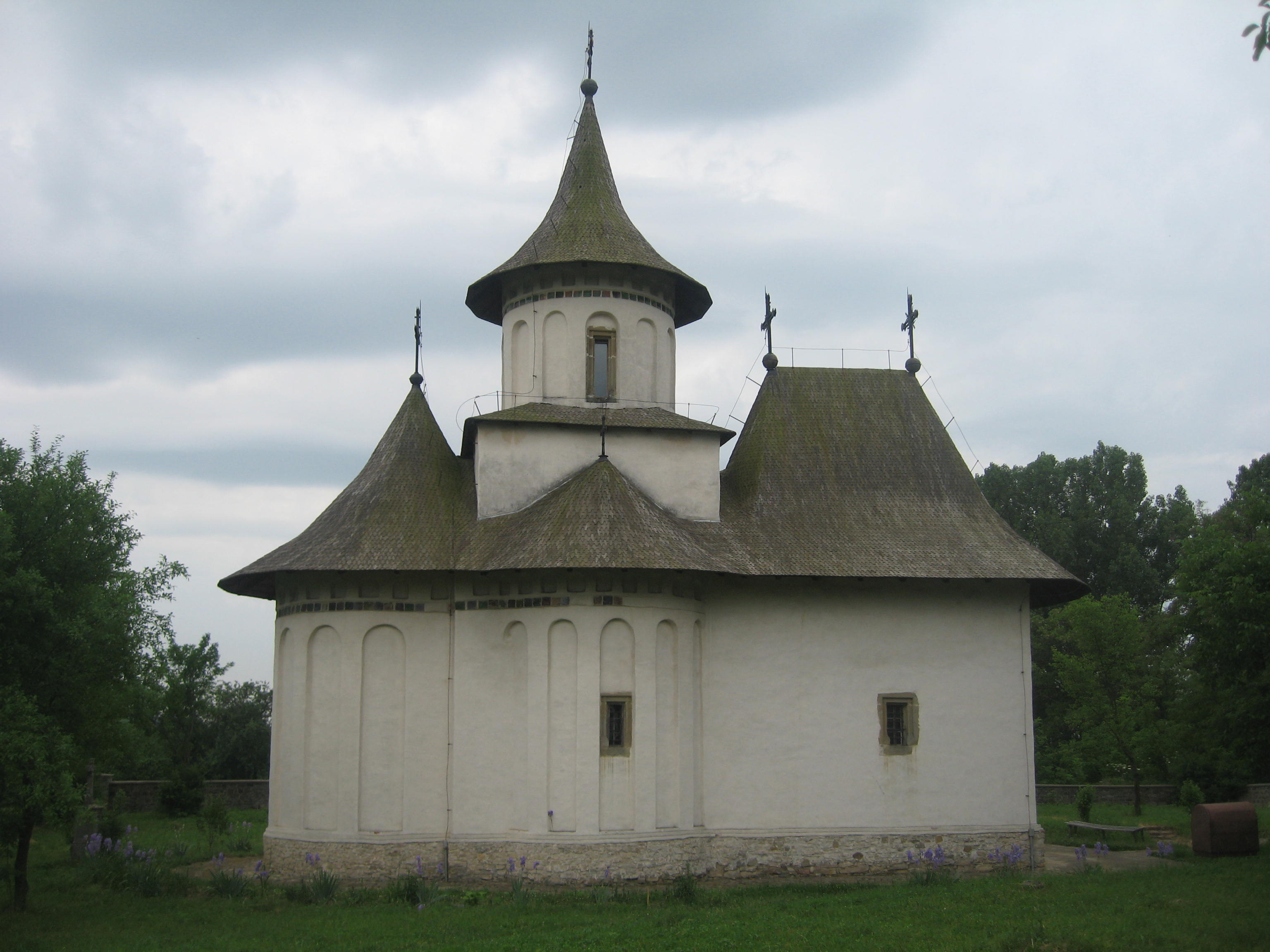
Latura nordică
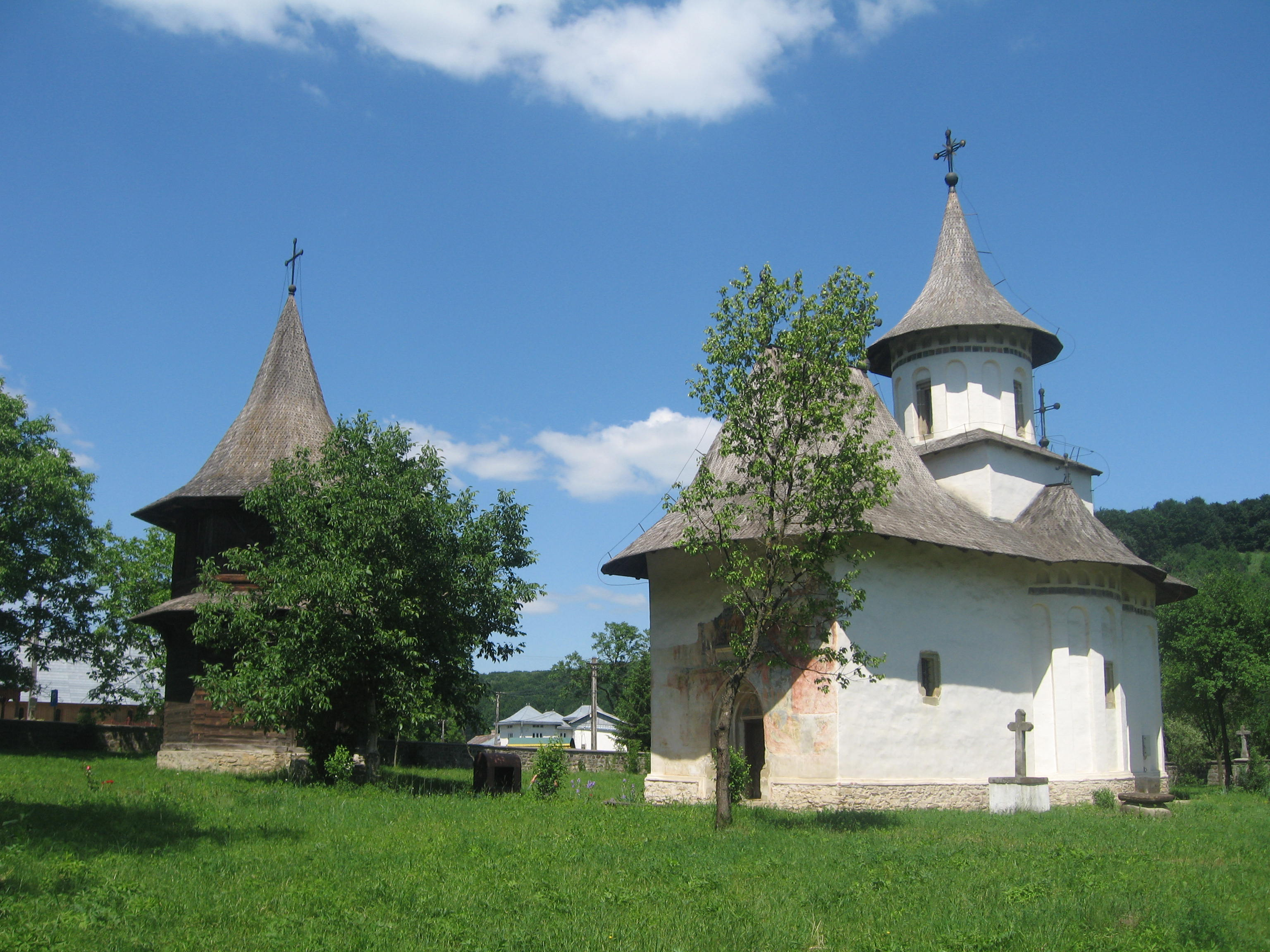
Biserica și turnul clopotniță
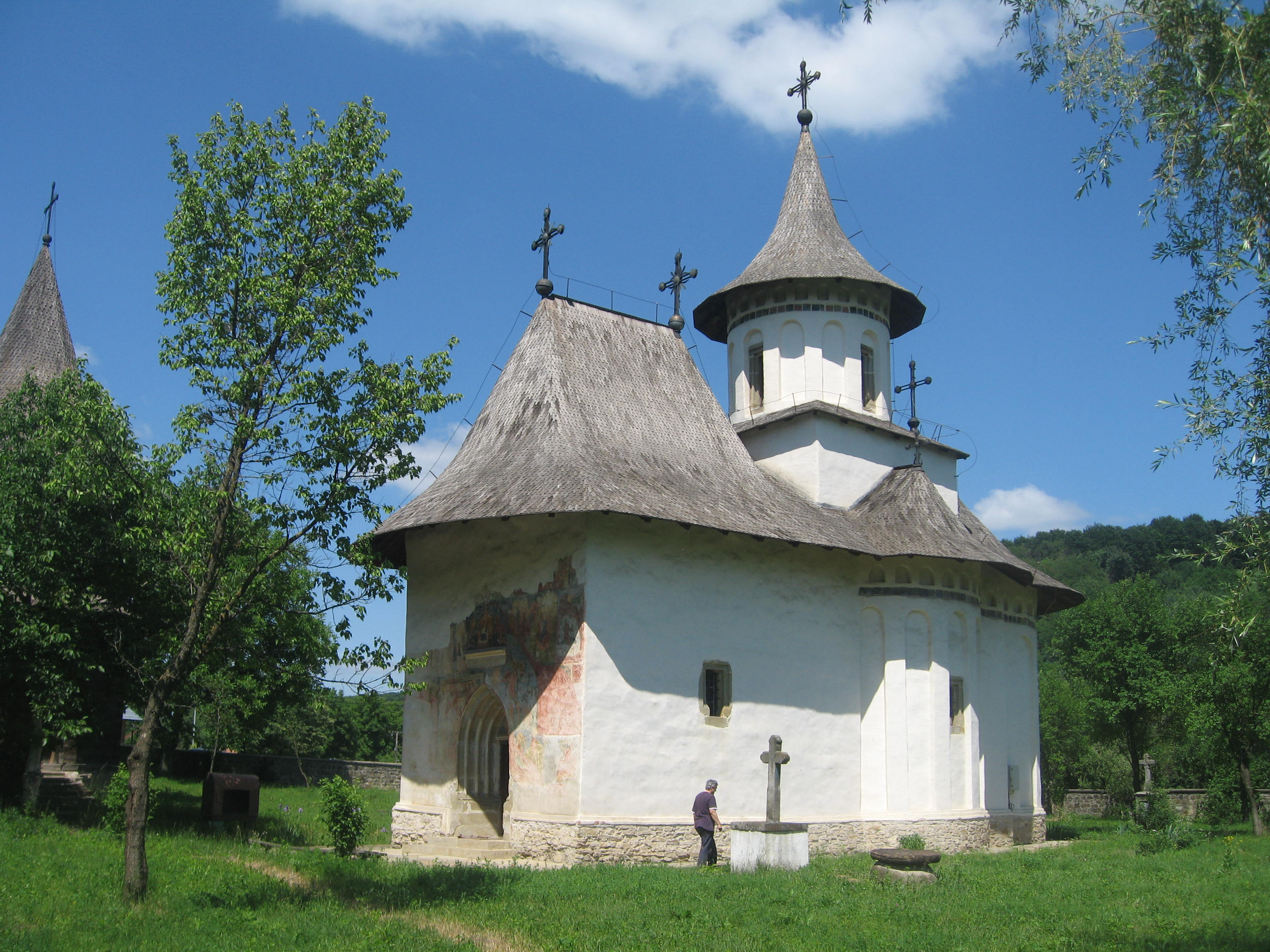
Biserica văzută dinspre sud-vest
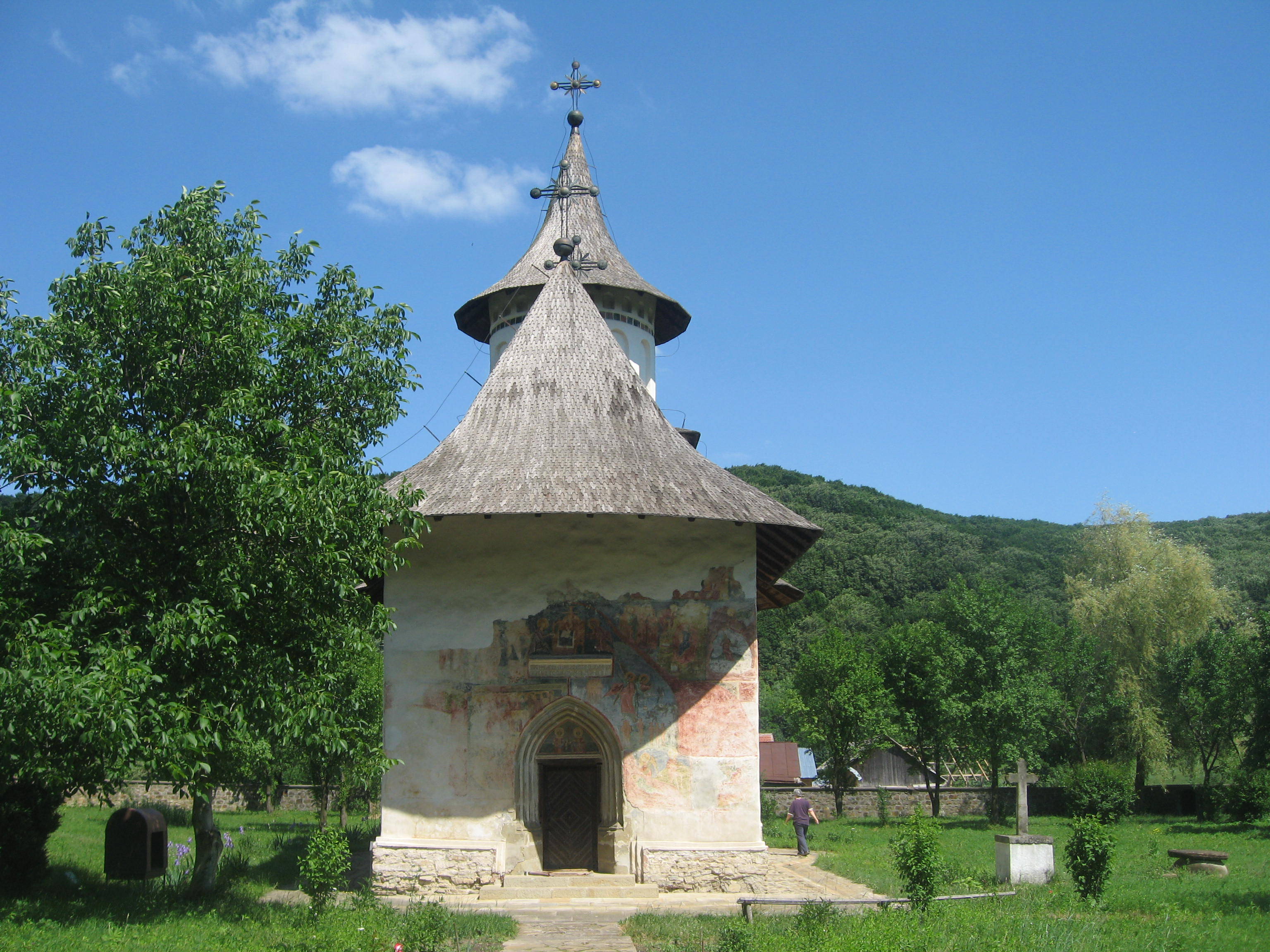
Biserica văzută dinspre vest
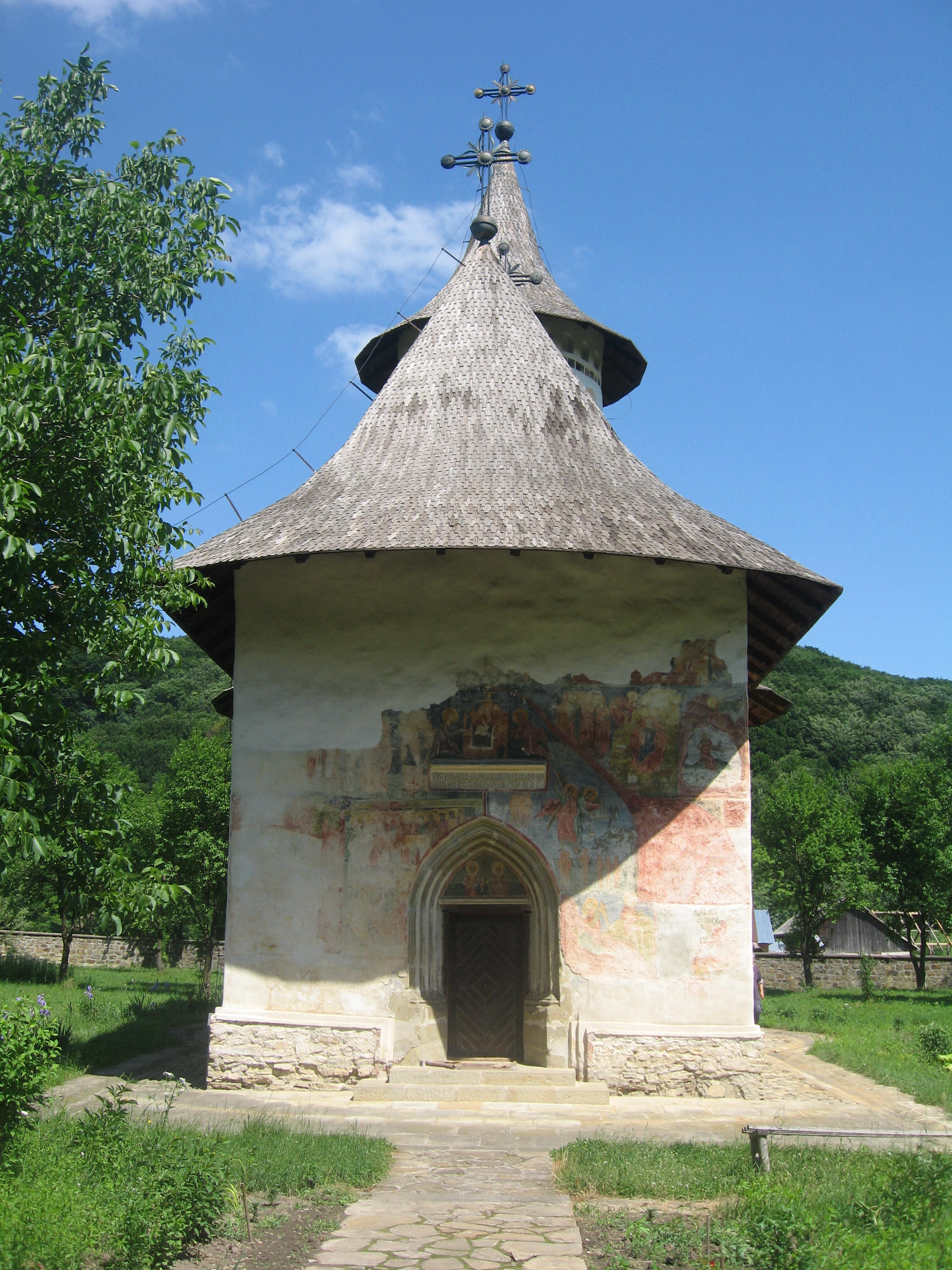
Biserica văzută dinspre vest
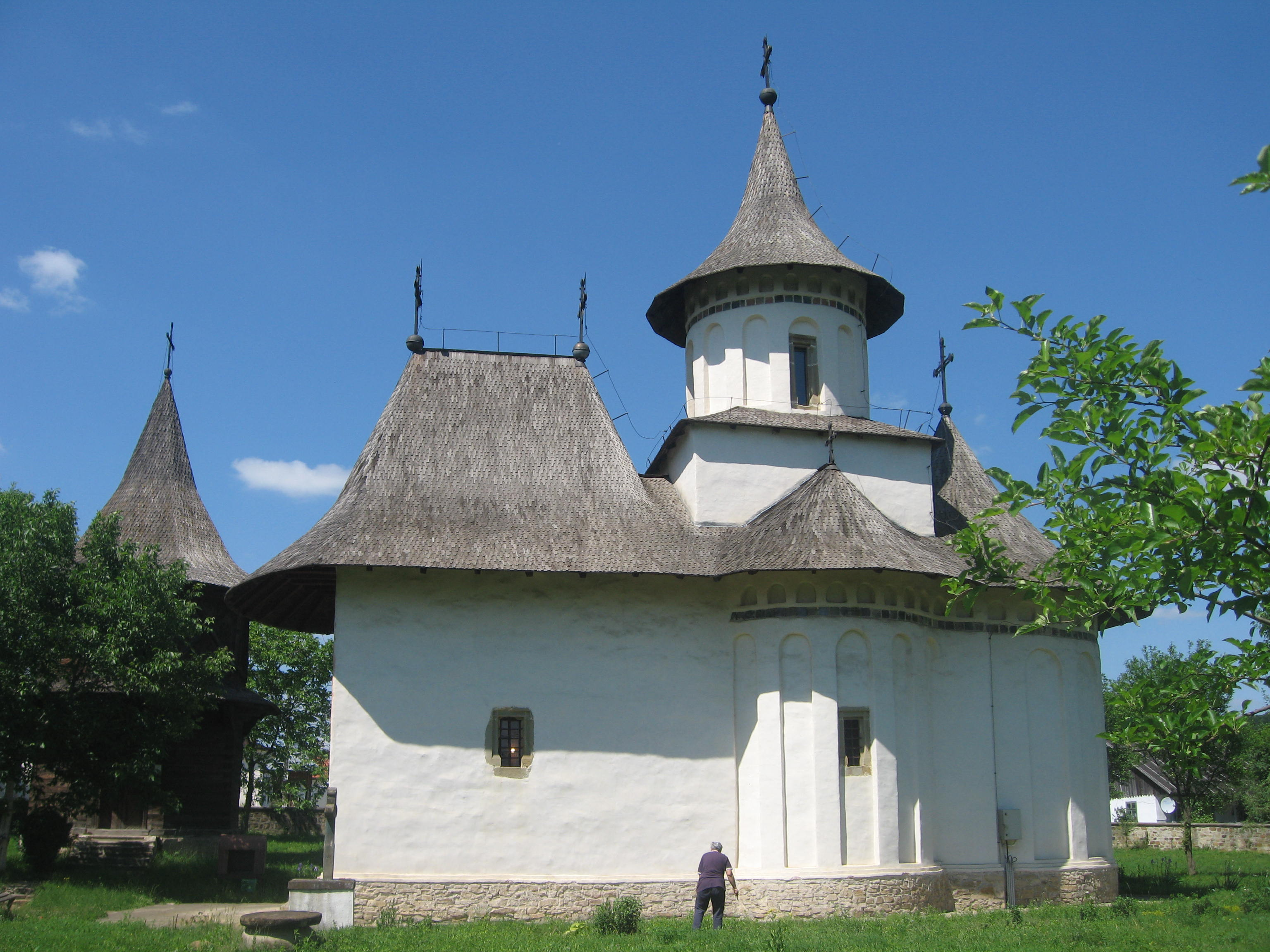
Latura sudică
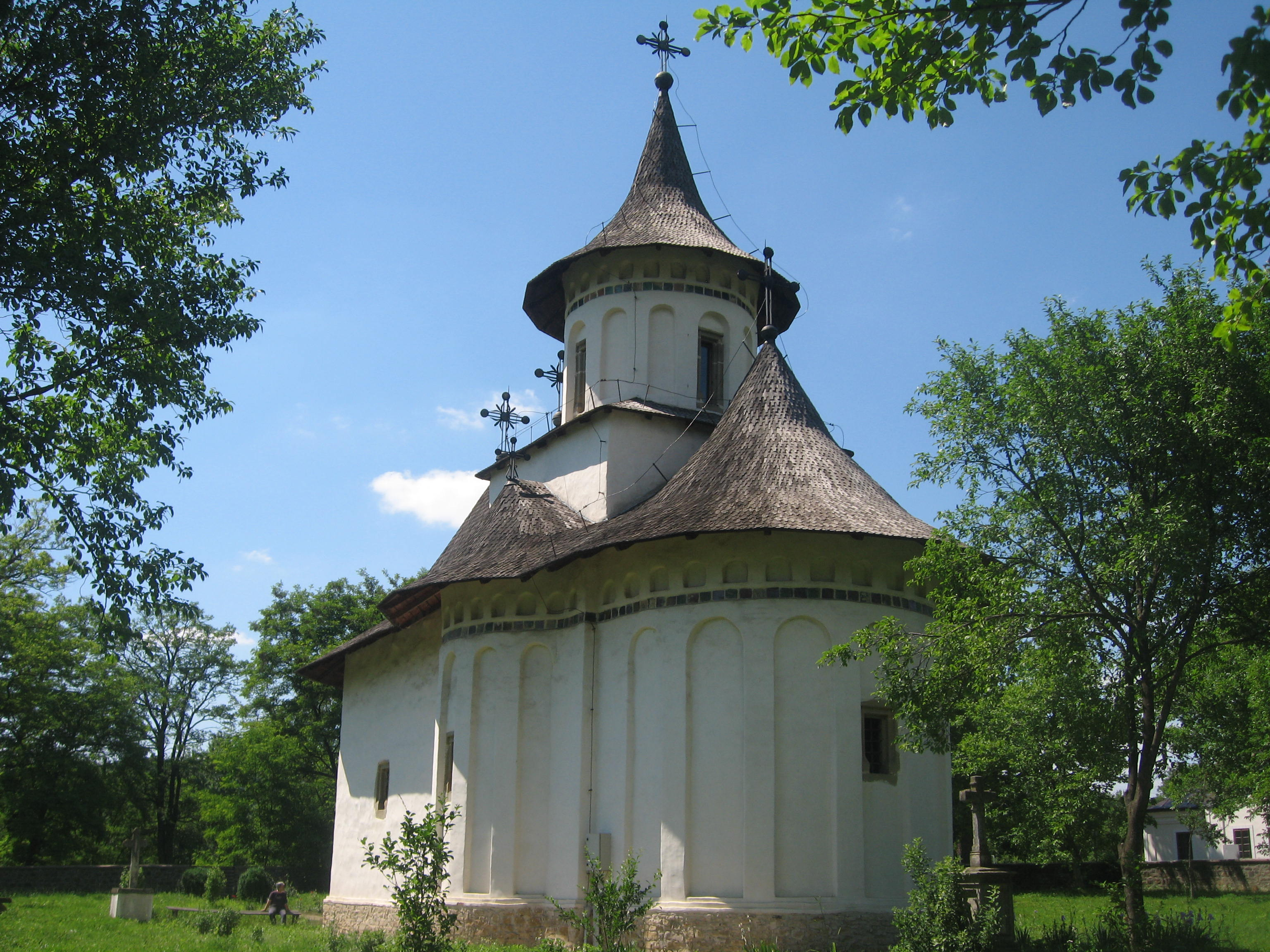
Biserica văzută dinspre sud-est
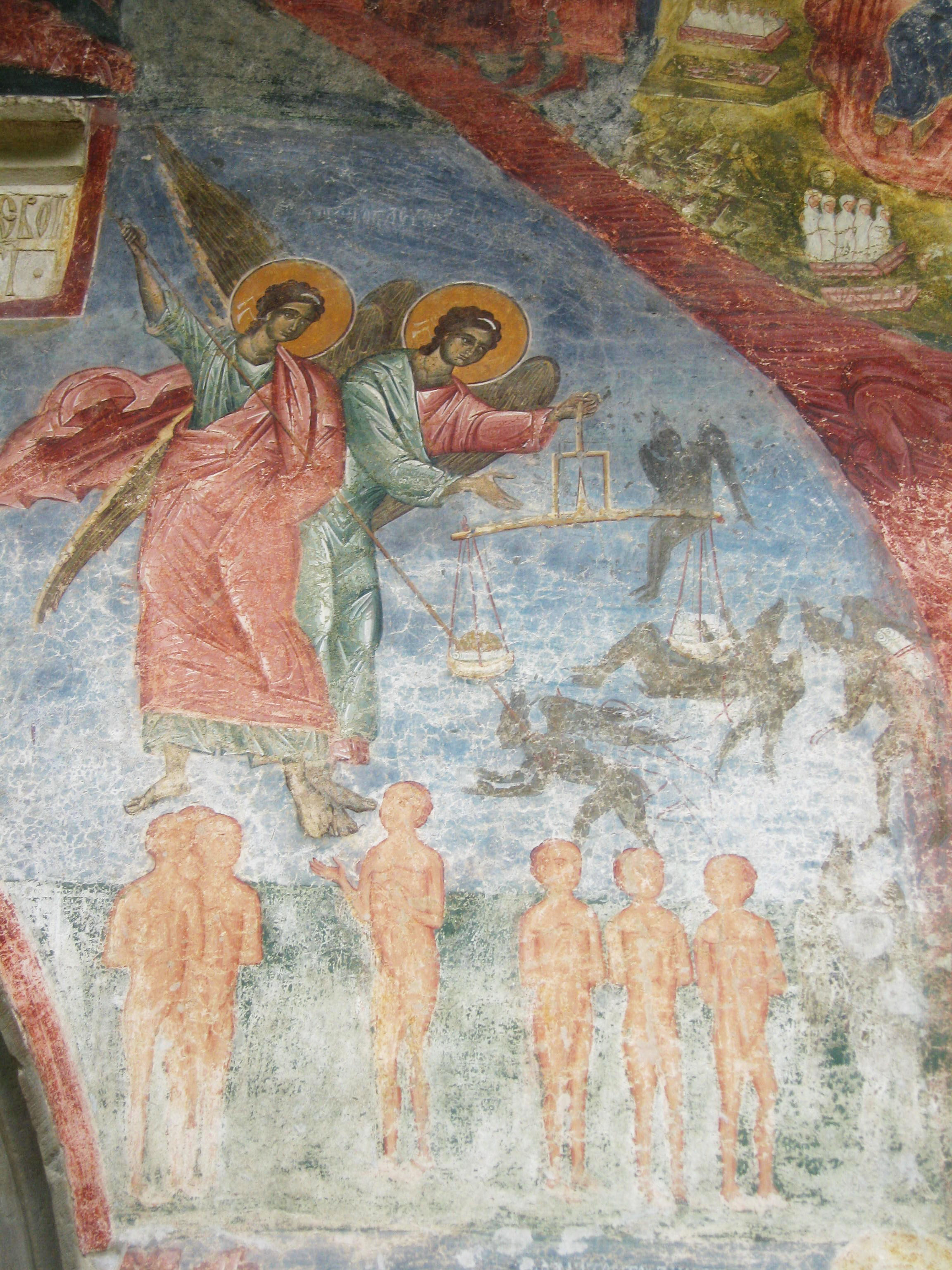
Pictură murală exterioară
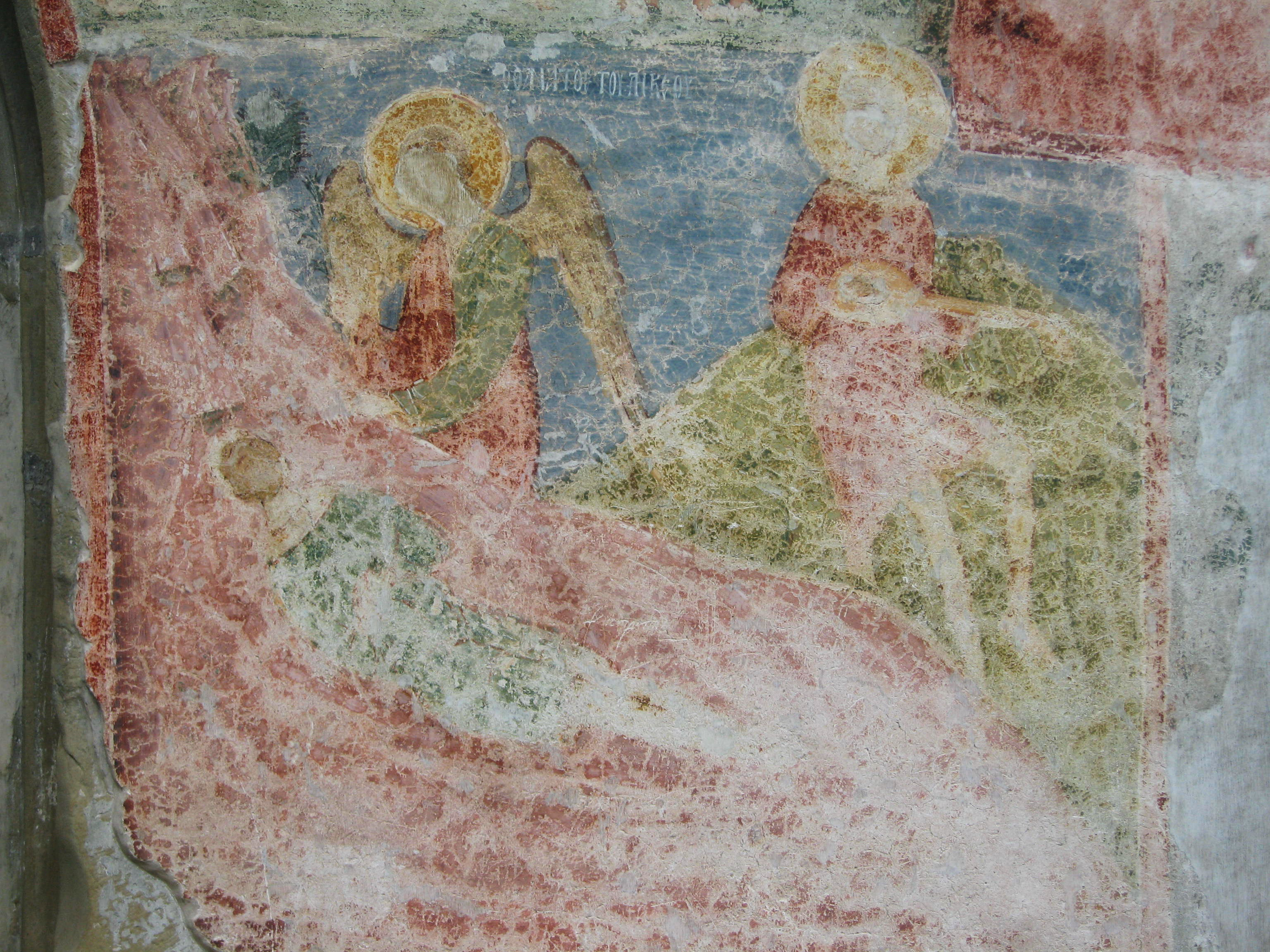
Pictură murală exterioară
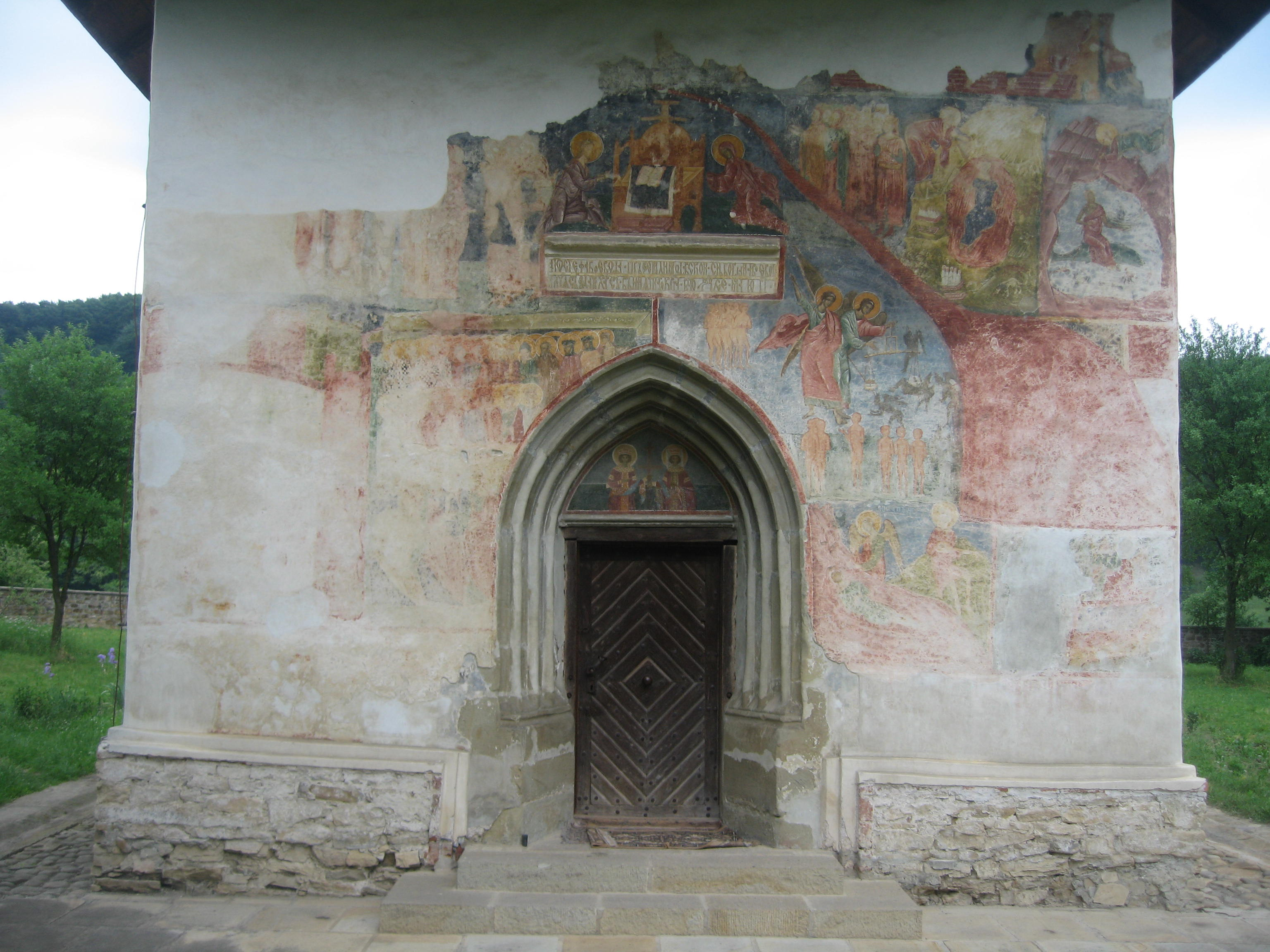
Peretele vestic al bisericii
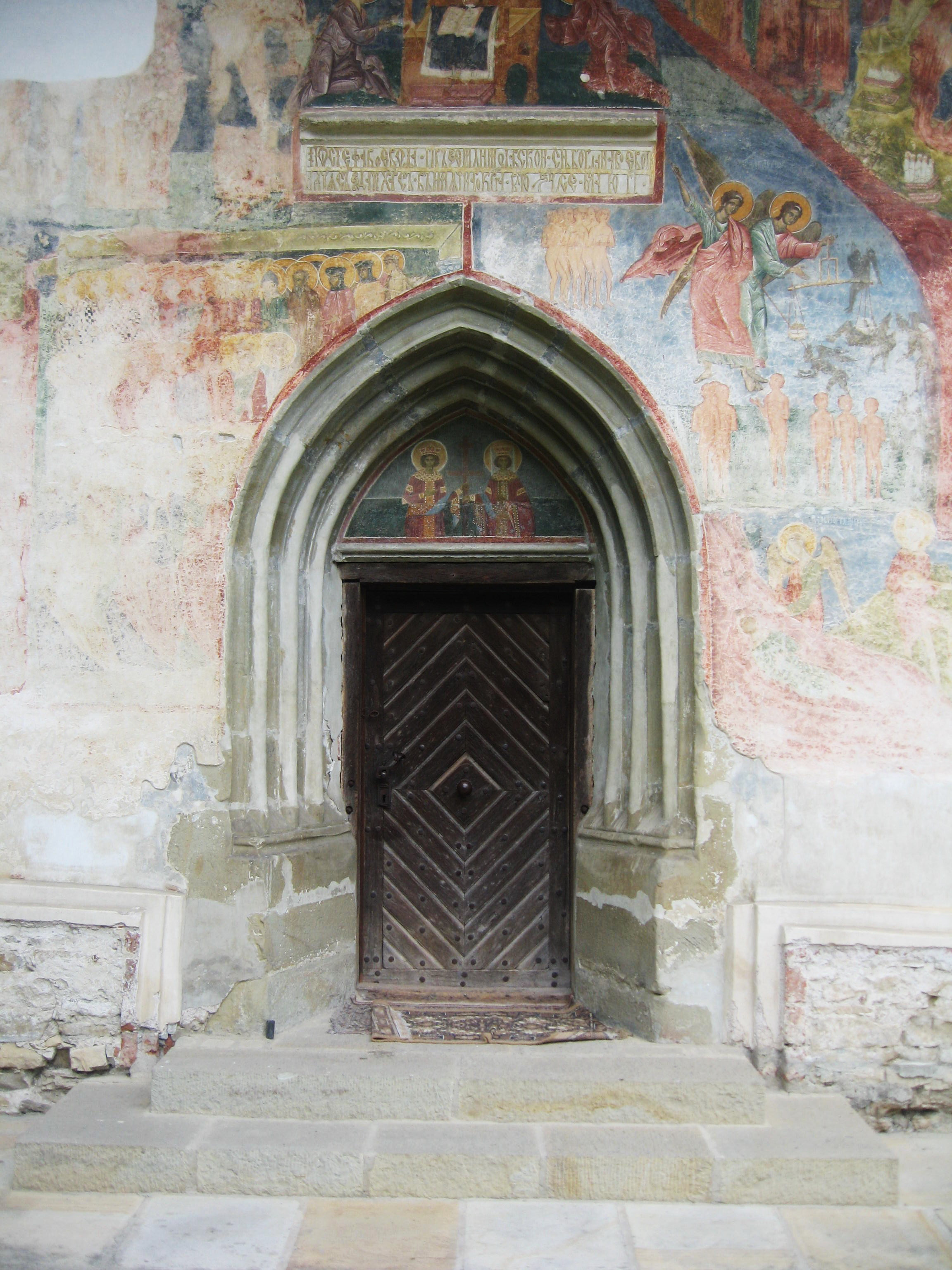
Portalul de intrare în stil gotic
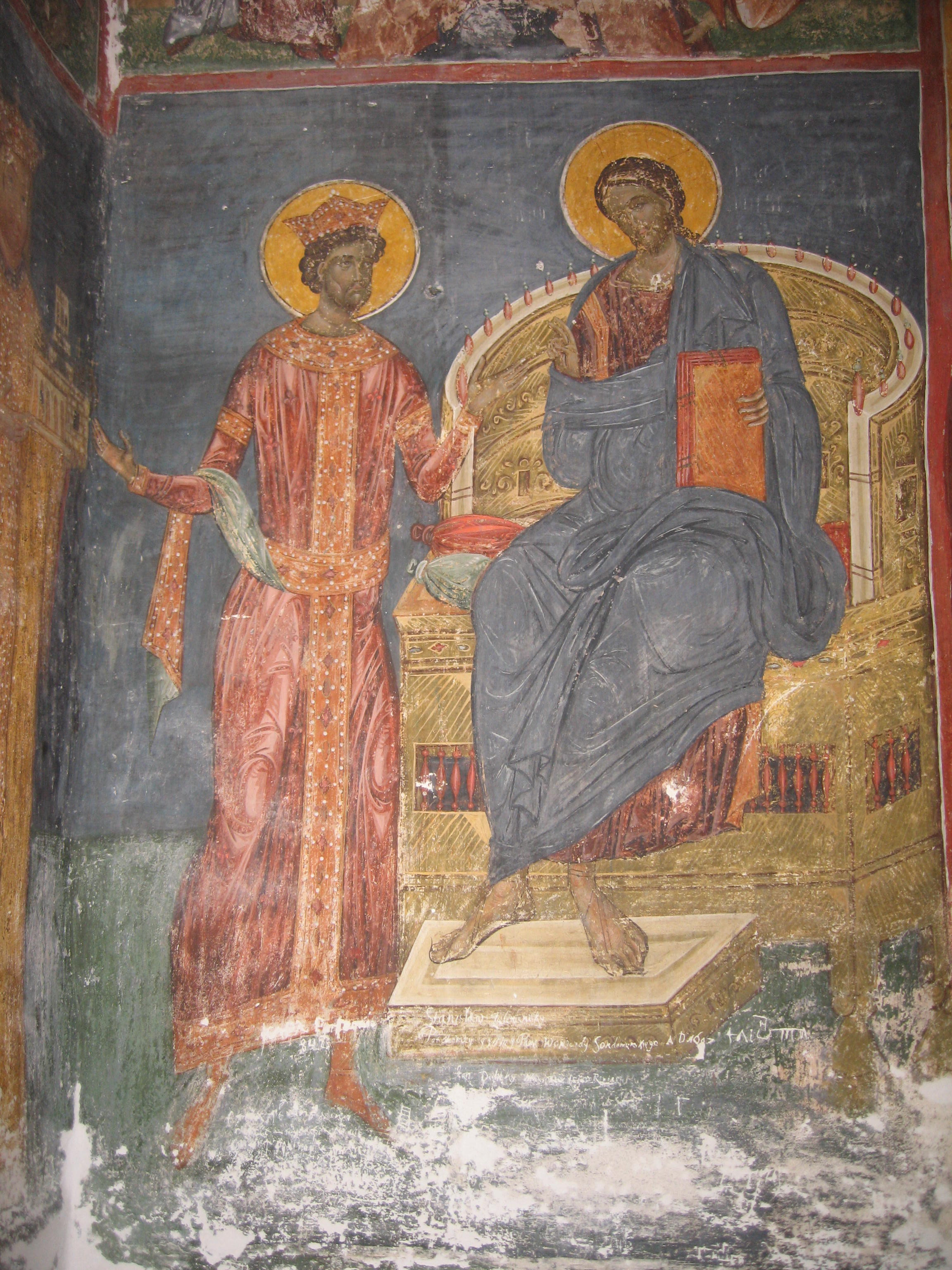
Continuarea tabloului votiv, cu Sf. Împărat Constantin în fața tronului Mântuitorului
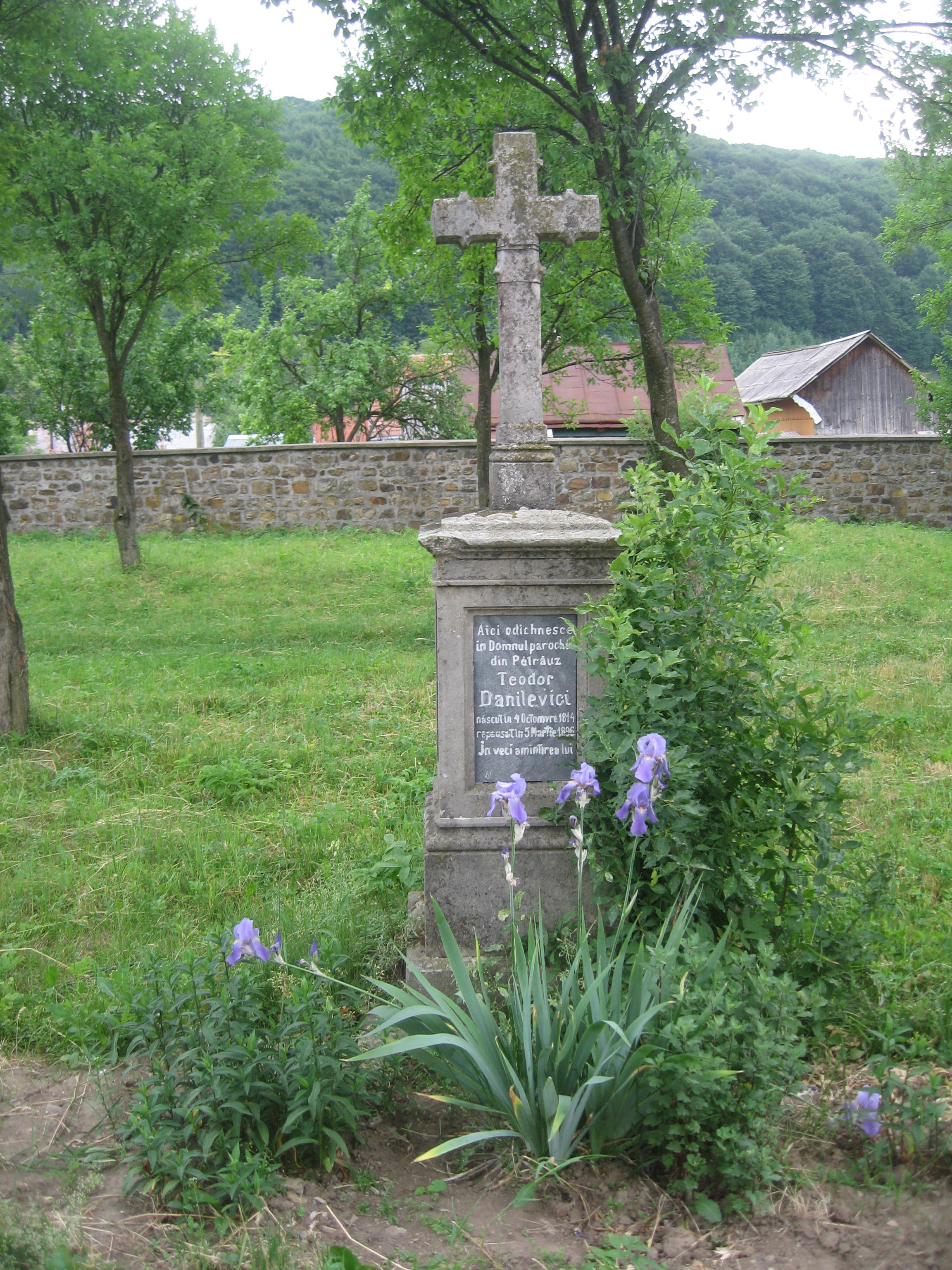
Mormântul preotului Teodor Danilevici (1814-1896) lângă altarul bisericii
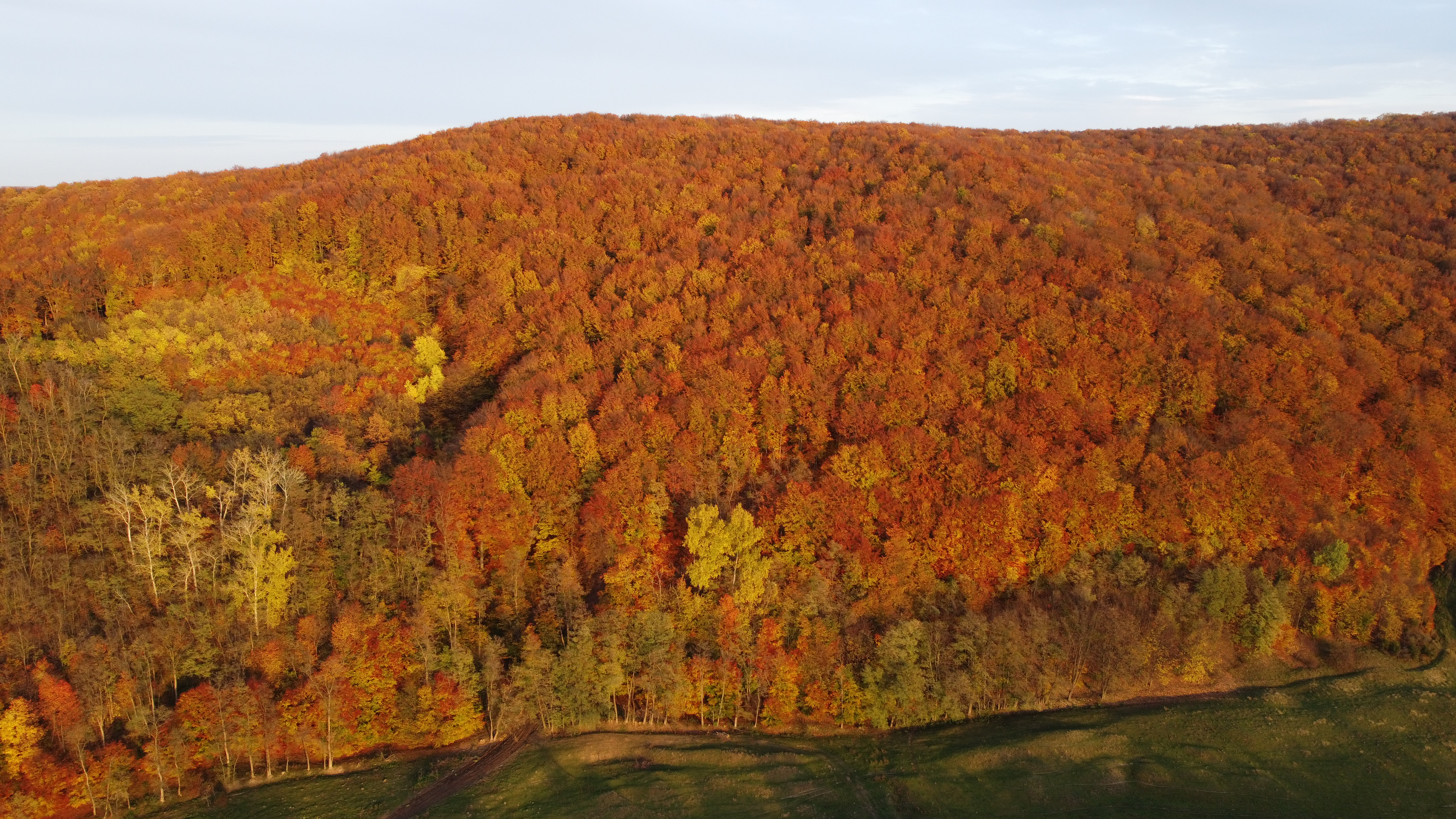
Pădurea din spatele Bisericii
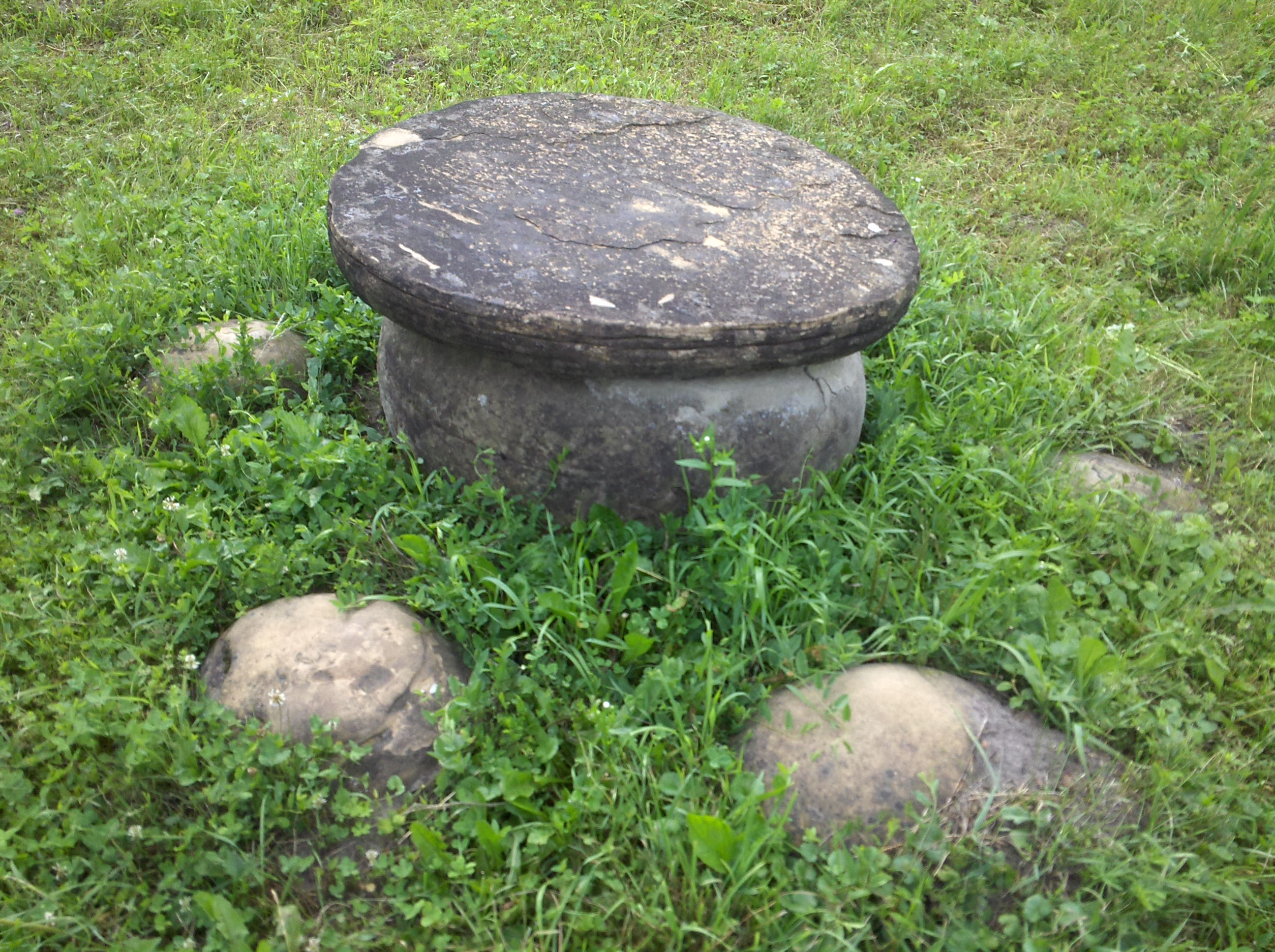
Masă de piatră cu scaune, probabil sursa inspirației lui C. Brâncuși în crearea Mesei Tăcerii